# ツェントラル鉄道Deh120形電車

Deh4/6 904号機、3基の台車のうち中央のものにラック式駆動装置が搭載される

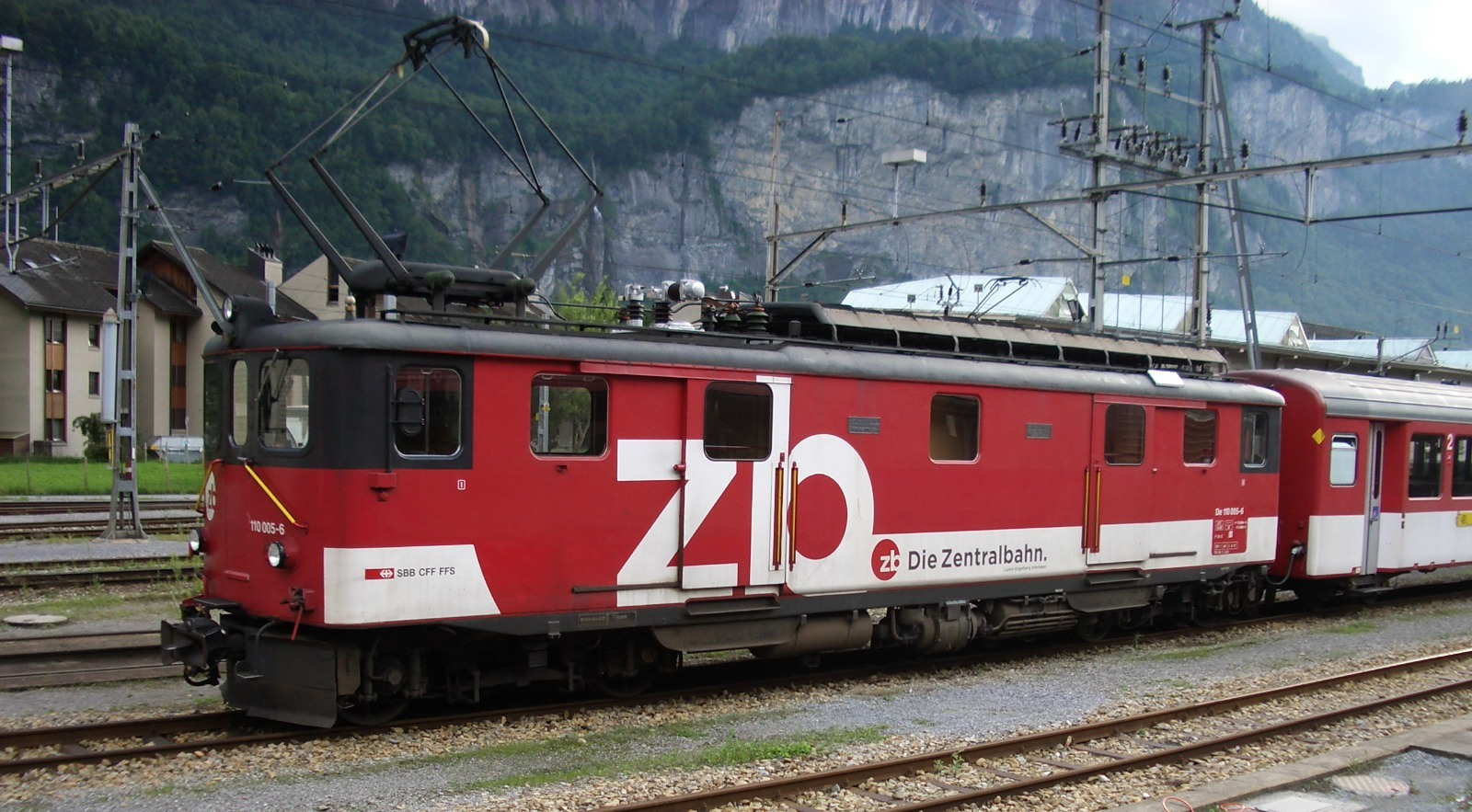
粘着区間専用に改造されたDe110 005-6号機、 ツェントラル鉄道塗装となった最終的な形態、ラック式のDeh120形では正面窓周りが赤となる、マイリンゲン駅、2006年

ツェントラル鉄道Deh120形電車（ツェントラルてつどうDeh120がたでんしゃ）は、スイス中央部の私鉄であるツェントラル鉄道（Zentralbahn (ZB)）で使用されていた山岳鉄道用ラック式荷物電車である。なお、本形式はツェントラル鉄道の前身の一つであるスイス国鉄ブリューニック線用のDeh4/6形として導入されたものであり、また、本項ではDeh120形を粘着区間専用に改造したDe110形荷物電車についても記述する。

## 概要

### 導入の経緯
2005年1月1日にルツェルン-シュタンス-エンゲルベルク鉄道と統合してツェントラル鉄道となった、スイス国鉄の1 m軌間の路線であったブリューニック線は、1888-89年にルツェルン - ブリエンツ間が、1916年にブリエンツ - インターラーケン・オスト間がそれぞれ非電化で開業し、蒸気機関車が客車や貨車を牽引する列車で運行されていた。この路線は全線73 kmのうち9.2 kmが最急勾配120パーミルのリッゲンバッハ式ラック区間、残る約64 kmが最急勾配18パーミル（ラック区間接続部のみ25パーミル）の勾配の緩い粘着区間であることが特徴であった。そのため、蒸気機関車で列車を運行していた時代にはラック/粘着区間兼用の蒸気機関車と粘着区間専用の蒸気機関車とを使い分け、ラック区間を含むギスヴィル - マイリンゲン間をラック式の蒸気機関車で、粘着区間のルツェルン  - ギスヴィル間、マイリンゲン - インターラーケン・オスト間を主に粘着式の蒸気機関車で運行することとし、ギスヴィルおよび、スイッチバック式のマイリンゲンの両駅で機関車を交換する運行が行われていた。ラック/粘着式の蒸気機関車は1887-1901年製のHG2/2形と1905-26年製のHG3/3形、粘着式の蒸気機関車は1887年-1901年製のG3/3形と1906-26年導入のG3/4形が用意されており、1936年夏ダイヤでは粘着式のG3/4 形12機とG3/3形1機、ラック/粘着式のHG3/3形16機により、以下の通りの運用（重連を含む）が組まれていた。
- ルツェルン駅構内の入換用：G3/3形・1運用
- ルツェルン - ギスヴィル間：G3/4形・5運用
- ギスヴィル - マイリンゲン間：HG3/3 形・6運用
- マイリンゲン - インターラーケン・オスト間：G3/4形・3運用、HG3/3形・1運用

ブリューニック線に関しては古くから電化に関する議論がなされており、1930年代には第一次世界大戦の影響による石炭不足・価格高騰や軍事的要請により電化や標準軌への改軌、ラック区間の解消などが議論されたが、結果として現状の路線のまま電化されることとなり、1940年3月に電化工事が開始され、1941年11月18日にルツェルン - マイリンゲン間が、1942年12月24日にマイリンゲン - インターラーケン・オスト間がそれぞれ電化されている。
電化に伴い導入される新しい牽引機については、運行の合理化を進めるためにラック区間用/粘着区間用の区別を廃して全線で運行可能なものとするとともに、性能は粘着区間の最高速度を75 km/h、ラック区間では基本的な編成を補機なしで牽引可能なものとし、また、この牽引機の導入や、当時検討されていたマイリンゲンのスイッチバック解消による所要時間短縮を踏まえたダイヤの検討結果から、運用予備・検査予備機を含め16機を用意することとなった。さらに、導入する牽引機の車種を電気機関車、電車もしくは荷物電車のいずれとするかが検討され、ブリューニック線の荷物輸送量を鑑み、列車編成内の荷物車や郵便車を省略してその分の旅客輸送量を確保するために牽引機に荷物室を設置して荷物電車とすることした。また、予備設計を行ったSLMの提案により、走行装置は2基の2軸ボギー式の粘着式台車の間に、ラック式駆動装置を搭載し、支持車輪2軸でこれを支持するラック式台車を1基を置いて車軸配置をBo'2zz’Bo'とした。この配置はSLMとBBCが1925年に日本の碓氷峠越え用に製造したED41形の設計コンセプトをベースとしたもので、ED41形では2基の粘着式台車の間にラック式駆動装置を吊下げて車軸配置をB'zzB'としていたが、この荷物電車はブリューニック線の線路要件および性能要件を満たすことのできる電機品の重量を考慮して、ラック式駆動装置部分に支持車輪を追加してを独立した台車に変更している。これらの予備設計を基にスイス国鉄が設定した設計要件は以下の通りであり、機械部分はSLMに、電機品はBBC、SAASおよびMFOに分割して発注されている。
- 運転整備重量：58 t
- 荷重：3 t
- 最大軸重：動軸12 t、従軸7.5 t
- 最高速度：粘着区間75 km/h、ラック区間・上り25 km/h、同・下り19 km/h
- 牽引トン数：粘着区間240 t、ラック区間60 t

### 製造
本形式は上記のような経緯を経てスイス国鉄がFhe4/6形の901-916号機として16機を導入することとなったラック式の荷物電車であり、粘着式駆動装置とラック式駆動装置を別個に設ける方式を採用していた。一方、電車や電気機関車のラック式駆動装置は様々な方式があるが、一般的な方式は動輪の車軸の中央にラック用ピニオンを滑合し、1台の主電動機から動輪とピニオンの両方に動力を伝達する（動輪とピニオンの径の差は歯車比で調整する）ものであった。この方式は構造が単純で多くの実績があるものであるが、摩耗による動輪径の変化により、動輪とピニオンの周速に差が発生して駆動装置に負荷がかかることと、ピニオンの位置が下がるためにラックレールとの噛合が変化するという問題があった。これらの問題に対しては動輪のタイヤの許容摩耗量を通常の車両より少ない量で管理することが対応していたが、このうち前者の問題は出力の小さい電車等ではあまり問題にならなかった一方で、特に出力の大きい機関車では問題が顕在化することがあった。
ブリューニック線においても、本形式の後1954年に導入されたHGe4/4I形ではこの方式を採用して274 kNの牽引力を確保したものの、粘着区間での最高速度が50 km/h、1時間定格速度が31 km/hと低く、また、駆動装置の損傷等の不具合が発生したため動輪のタイヤ厚の管理をさらに厳しくするとともに、タイヤ交換回数増に伴うメンテナンスコストを抑制するため走行距離を制限していた。そのため、その後1986年から導入されたHGe101形（旧HGe4/4II形）では動輪とピニオンの間に遊星歯車機構を使用した差動装置を装備して動輪径の変化に対応するとともに、両者の駆動力の配分を最適化する方式を採用し、ラック区間での牽引力280 kN、粘着区間での最高速度100 km/hの性能を確保していた。さらに、2012年に導入されたABeh150形とABeh160形では再度本形式と同じ粘着式駆動装置とラック式駆動装置を別個に設ける方式を採用し、ラック区間での牽引力を440/220 kN、粘着区間での最高速度を120 km/hとしつつ、タイヤの許容摩耗量を一般の車両と同等とすることでメンテナンスコストの抑制と稼働率の向上を実現している。
本形式は、勾配の緩い粘着区間が大半を占めるブリューニック線の線路条件に対応するため、前述の通り、粘着動輪のみの2軸ボギー台車の間にラック区間用ピニオンを搭載したラック式台車を配置して車軸配置Bo'2zz’Bo'とすることで粘着式駆動装置とラック式駆動装置を別個としており、この方式の特徴は以下の通りとなっている。
- ピニオンとラックレールの嵌合を確保するための動輪のタイヤの摩耗量制限が不要であるため、動輪のタイヤの交換周期を長くすることが可能となる分、メンテナンスコストを抑制可能[20]。
- 粘着式駆動装置とラック式駆動装置の性能を個別に設計できるため、粘着区間の定格速度および最高速度を高く設定することが可能[20]。
- 粘着式駆動装置とラック式駆動装置が別個に設けられ、それぞれ構造が単純であるため、メンテナンス作業が容易[20]。
- 粘着区間走行時にはラック式駆動装置は動作しないため、ラック式駆動装置の損耗が少ない[12]。
- 粘着区間走行時にはラック式台車が死重となり、その分の動力費が必要。しかしながら、検討の結果、本形式においてはラック式台車の台車枠相当分程度の重量増で、列車の総重量に比して十分に小さいと判断された[20]。
- 高価で重量のある主電動機（およびその制御装置）の台数が多く、その分製造・メンテナンスコストが必要（本形式以外でこの方式が普及しなかった主な要因となっている）[19]。

また、本形式は主制御装置にスイス国鉄ではAe8/14形電気機関車から採用された高圧タップ切換制御を採用して1時間定格出力920kW/970kW、牽引力62.4/129.0kN（粘着区間/ラック区間）を発揮する強力機となっており、同じ1940年代に製造され、1台の主電動機と動輪/ピニオンを一体の駆動装置とした方式のフルカ・オーバーアルプ鉄道のHGe4/4I形ラック式電気機関車およびベルナーオーバーラント鉄道のABDeh4/4形ラック式電車との比較は下表のとおり。
| 項目       | 項目       | 1時間定格 | 1時間定格 | 1時間定格 | 牽引トン数  | 牽引トン数  | 牽引トン数 | 最高速度 | 自重   | 荷重  | 備考                           |
| 項目       | 項目       | 出力      | 牽引力    | 速度      | 120パーミル | 110パーミル | 粘着区間   | 最高速度 | 自重   | 荷重  | 備考                           |
| ---------- | ---------- | --------- | --------- | --------- | ----------- | ----------- | ---------- | -------- | ------ | ----- | ------------------------------ |
| Deh4/6形   | 粘着区間   | 920 kW    | 62.4 kN   | 51.5 km/h | -           | -           | 240 t      | 75 km/h  | 54.0 t | 3.0 t |                                |
| Deh4/6形   | ラック区間 | 970 kW    | 129.0 kN  | 26 km/h   | 60 t        | -           | -          | 33 km/h  | 54.0 t | 3.0 t |                                |
| HGe4/4I形  | 粘着区間   | 911 kW    | 112.7 kN  | 27.1 km/h | -           | -           | 160 t      | 55 km/h  | 46.6 t | 2.0 t | 主電動機は吊掛け式に装荷       |
| HGe4/4I形  | ラック区間 | 911 kW    | 112.7 kN  | 27.1 km/h | -           | 100 t       | -          | 30 km/h  | 46.6 t | 2.0 t | 主電動機は吊掛け式に装荷       |
| ABDeh4/4形 | 粘着区間   | 632 kW    | 98 kN     | 21.8 km/h | -           | -           | t          | 70 km/h  | 39.5 t | 2.0 t | 主電動機は直角カルダン式に装荷 |
| ABDeh4/4形 | ラック区間 | 632 kW    | 98 kN     | 21.8 km/h | 75.0 t      | -           | -          | 21 km/h  | 39.5 t | 2.0 t | 主電動機は直角カルダン式に装荷 |
| 1. 2.      |            |           |           |           |             |             |            |          |        |       |                                |

本形式の電機品は、当初Fhe4/6 901 - 907号機をBBC、Fhe4/6 908 - 912号機をMFO、Fhe4/6 913 - 916号機をSAASがそれぞれ担当する予定であったが、納期短縮のため各電機品メーカーの生産スケジュールを勘案して製造順の変更が行われており、各機体の機番と運行開始年月日、製造所、SLM製番と、UIC形式・機番の履歴は下記の通りとなっている。Fhe4/6形として導入された本形式はその後1963年の称号改正（荷物室を表す記号を"F"から"D"へ変更）によりDhe4/6形、1974年の称号改正（ラック式を表す"h"と電車を表す"e"の表記順を、ラック区間用ピニオンと粘着動輪とを装備する電車は"eh"、ラック区間用ピニオンのみを装備するラック区間専用電車は"he"として区別）によりDeh4/6形に形式名が変更となり、さらに1993年には新しいUIC方式の形式名であるDeh120形となっている。
| 製造時形式/機番            | 運行開始       | 製造所   | SLM製番 | BBC製番 | 称号改正 →Dhe4/6形 | 称号改正 →Deh4/6形 | 粘着式専用化 形式変更 →De4/4II形 | 粘着式専用化 形式変更 →De4/4II形 | 譲渡 SBB→LSE | 称号改正 →Deh120形 | 称号改正 →Deh120形 | 粘着式専用化 ・シャトルトレイン対応 形式変更/称号改正 →De110形 | 粘着式専用化 ・シャトルトレイン対応 形式変更/称号改正 →De110形 | 所属変更 SBB(LSE) →ZB | 廃車       | 備考         |
| -------------------------- | -------------- | -------- | ------- | ------- | ------------------ | ------------------ | -------------------------------- | -------------------------------- | ------------ | ------------------ | ------------------ | -------------------------------------------------------------- | -------------------------------------------------------------- | --------------------- | ---------- | ------------ |
| Fhe4/6 901                 | 1941年8月6日   | SLM/BBC  | 3727    | 4469    | 1963年             | 1974年             | -                                | -                                | -            | 1994年以降         | Deh120 006         | -                                                              | -                                                              | 2005年                | 2003年12月 |              |
| Fhe4/6 902                 | 1941年9月27日  | SLM/BBC  | 3730    | 4470    | 1963年             | 1974年             | -                                | -                                | -            | -                  | -                  | -                                                              | -                                                              | -                     | 1994年2月  |              |
| Fhe4/6 903                 | 1942年2月11日  | SLM/SAAS | 3733    | -       | 1963年             | 1974年             | -                                | -                                | -            | -                  | -                  | 1993年                                                         | De110 000                                                      | -                     | 1994年12月 |              |
| Fhe4/6 904                 | 1942年3月31日  | SLM/BBC  | 3736    | 4473    | 1963年             | 1974年             | -                                | -                                | -            | 1994年以降         | Deh120 008         | -                                                              | -                                                              | 2005年                | 2011年     |              |
| Fhe4/6 905                 | 1942年5月2日   | SLM/BBC  | 3739    | 4471    | 1963年             | 1974年             | -                                | -                                | 1991年       | -                  | -                  | -                                                              | -                                                              | (2005年)              | 2014年頃   | ZB De110 021 |
| Fhe4/6 906                 | 1942年5月9日   | SLM/SAAS | 3741    | -       | 1963年             | 1974年             | -                                | -                                | -            | -                  | -                  | 1992年                                                         | De110 001                                                      | 2005年                | 2014年頃   |              |
| Fhe4/6 907                 | 1942年6月22日  | SLM/BBC  | 3742    | 4475    | 1963年             | 1974年             | -                                | -                                | 1991年       | -                  | -                  | -                                                              | -                                                              | (2005年)              | 2014年頃   | ZB De110 022 |
| Fhe4/6 908                 | 1941年10月11日 | SLM/MFO  | 3729    | -       | 1963年             | 1974年             | -                                | -                                | -            | -                  | -                  | 1992年                                                         | De110 002                                                      | 2005年                | 2014年頃   |              |
| Fhe4/6 909                 | 1941年11月29日 | SLM/MFO  | 3732    | -       | 1963年             | 1974年             | -                                | -                                | -            | -                  | -                  | -                                                              | -                                                              | -                     | 1994年2月  | 静態保存     |
| Fhe4/6 910                 | 1942年3月17日  | SLM/MFO  | 3735    | -       | 1963年             | 1974年             | -                                | -                                | -            | -                  | -                  | 1992年                                                         | De110 003                                                      | 2005年                | 2014年頃   |              |
| Fhe4/6 911                 | 1942年4月27日  | SLM/MFO  | 3738    | -       | 1963年             | 1974年             | -                                | -                                | -            | 1994年以降         | Deh120 010         | -                                                              | -                                                              | 2005年                | 2000年8月  |              |
| Fhe4/6 912                 | 1942年6月12日  | SLM/MFO  | 3740    | -       | 1963年             | 1974年             | -                                | -                                | -            | -                  | -                  | 1992年                                                         | De110 004                                                      | 2005年                | 2005年1月  |              |
| Fhe4/6 913                 | 1942年10月4日  | SLM/SAAS | 3728    | -       | 1963年             | 1974年             | 1987年                           | De4/4II 913                      | -            | -                  | -                  | 1992年                                                         | De110 005                                                      | 2005年                | 2007年     |              |
| Fhe4/6 914                 | 1942年2月2日   | SLM/BBC  | 3731    | 4474    | 1963年             | 1974年             | -                                | -                                | -            | 1994年以降         | Deh120 011         | -                                                              | -                                                              | 2005年                | -          | 動態保存     |
| Fhe4/6 915                 | 1942年3月13日  | SLM/BBC  | 3734    | 4472    | 1963年             | 1974年             | -                                | -                                | -            | -                  | -                  | -                                                              | -                                                              | -                     | 1992年7月  |              |
| Fhe4/6 916                 | 1942年3月23日  | SLM/SAAS | 3737    | -       | 1963年             | 1974年             | -                                | -                                | -            | 1994年以降         | Deh120 012         | -                                                              | -                                                              | 2005年                | 20XX年     | 保留車       |
| 1. 2. 3. 4. 5. 6. 7. 8. 9. |                |          |         |         |                    |                    |                                  |                                  |              |                    |                    |                                                                |                                                                |                       |            |              |

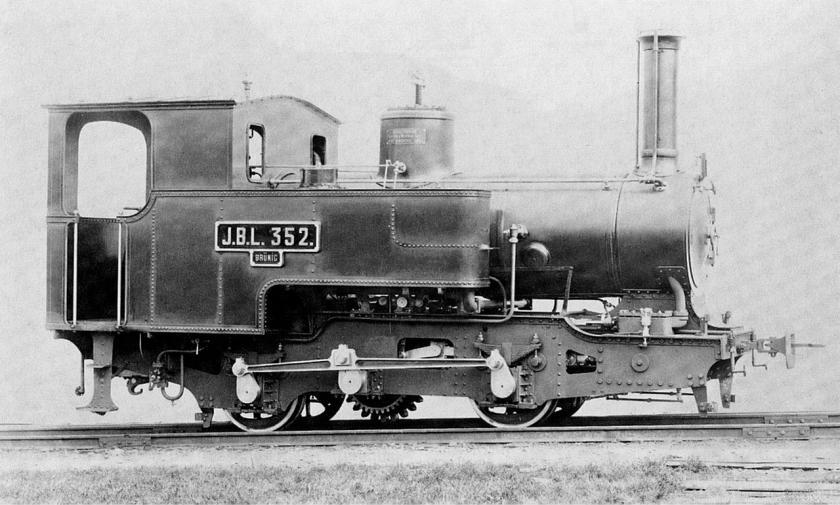
ブリューニック線開業当初のラック式蒸気機関車であるHG2/2形、1888年頃
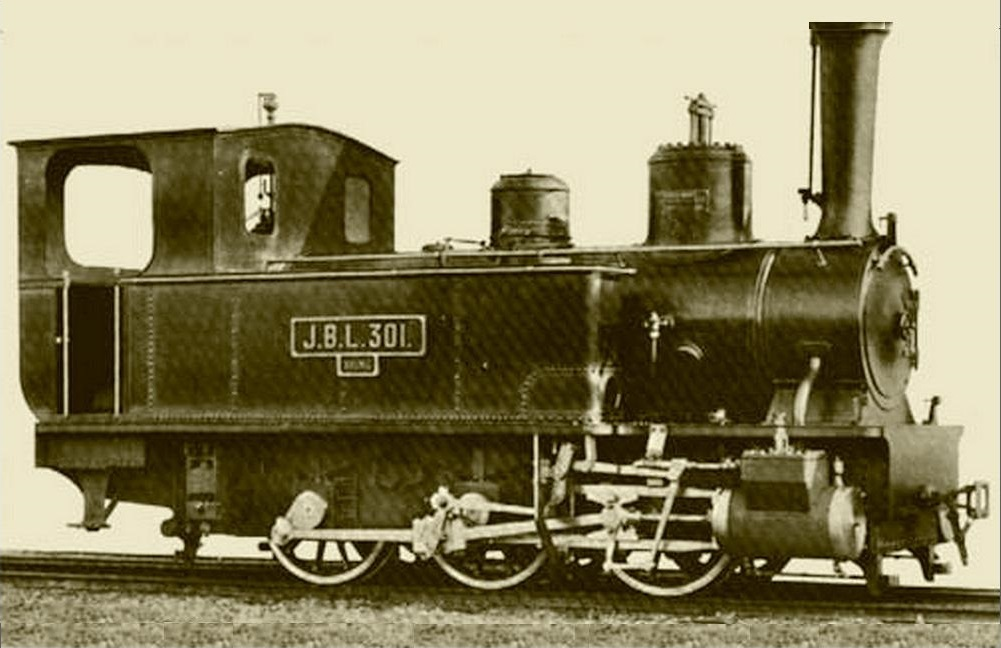
同じく開業当初の粘着式蒸気機関車であるG3/3形、1876-91年の間
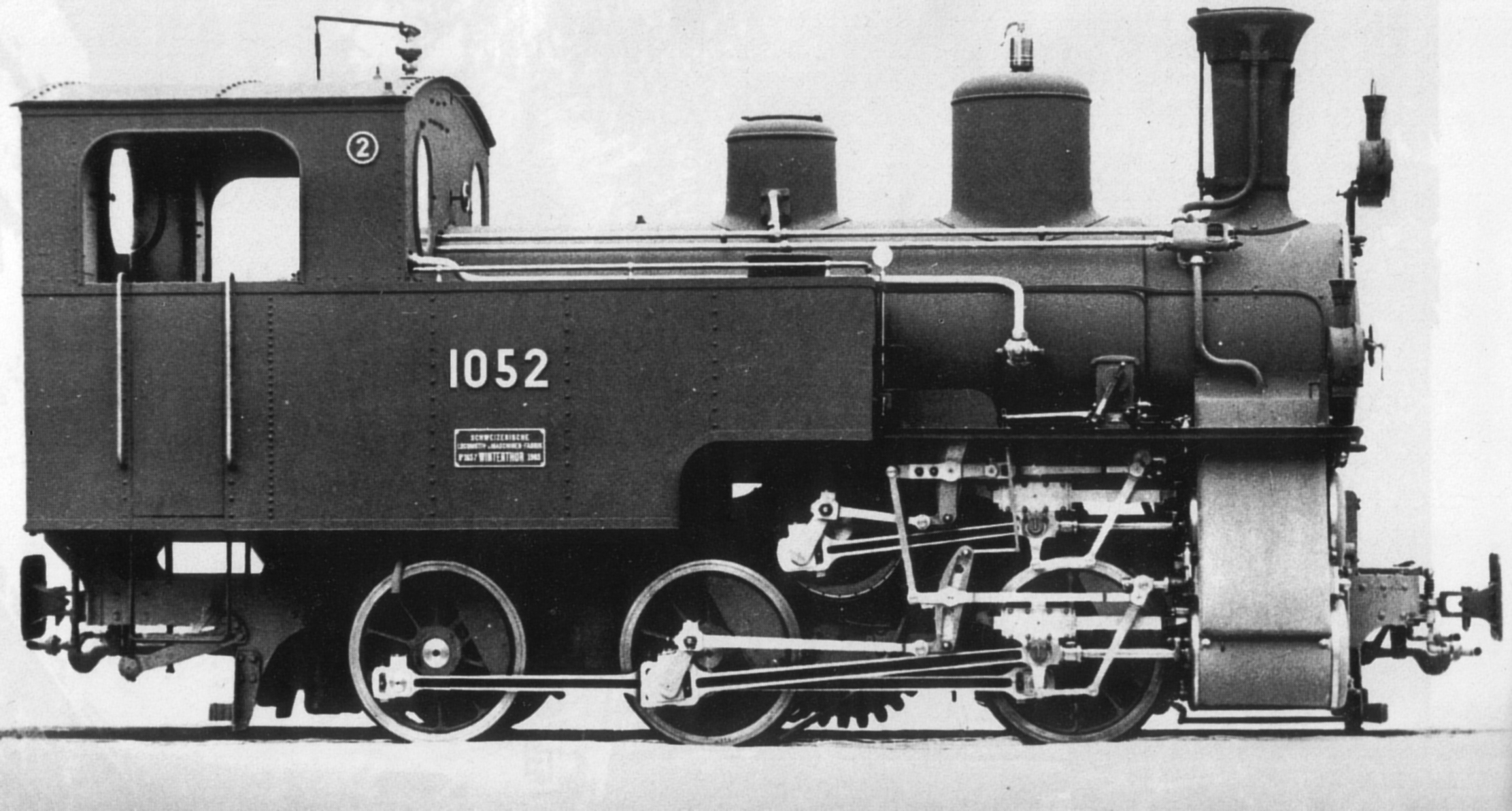
1900年代に導入されたラック式蒸気機関車のHG3/3形、1905年
同じく1900年代に導入された粘着式蒸気機関車であるG3/4形、SLM公式写真
導入時形式はFhe4/6形であったDeh4/6形、1974年以降
本形式の増備として導入されたHGe4/4I形、1968年以前
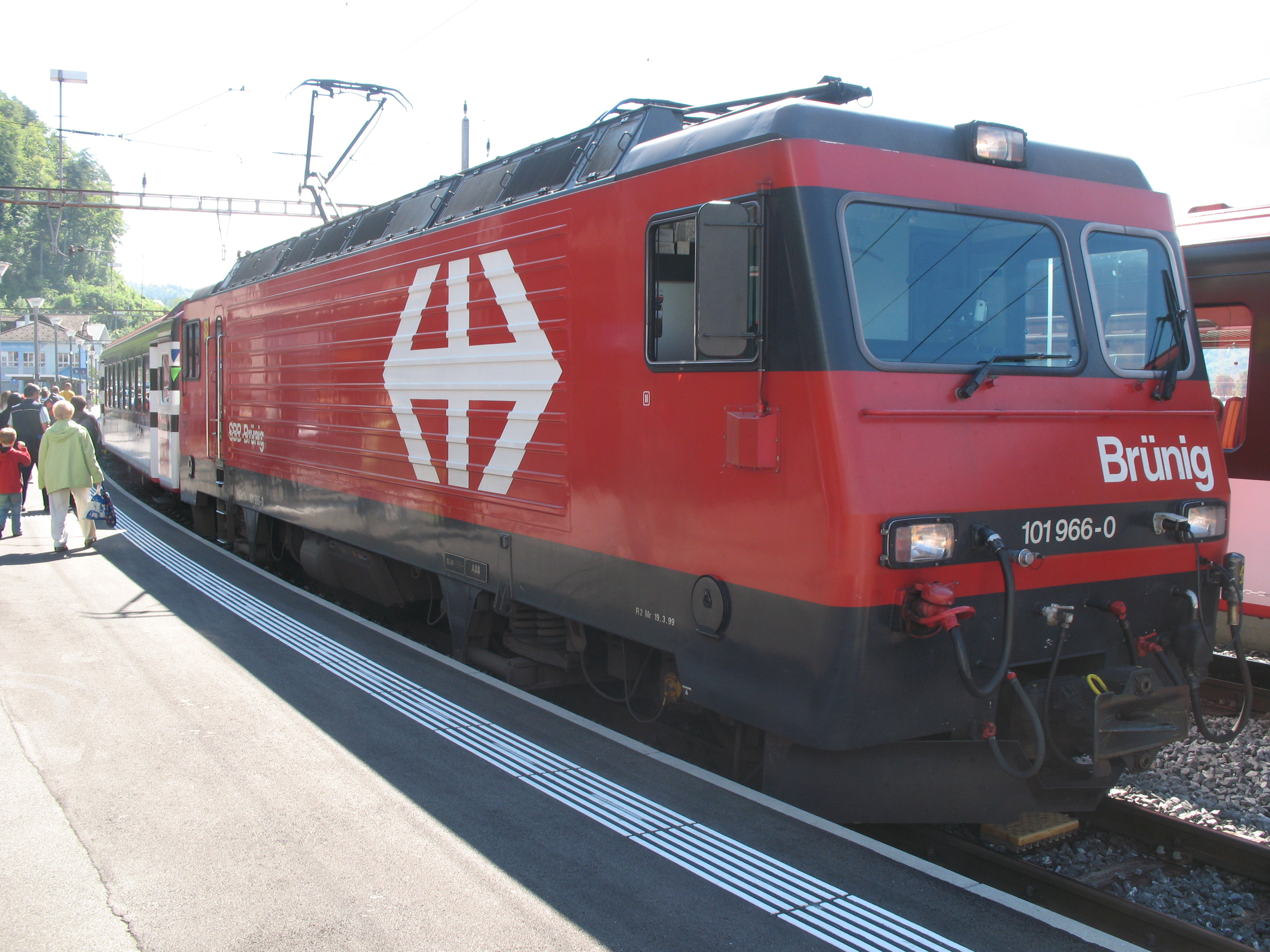
本形式およびHGe4/4I形の代替として導入されたHGe101形（旧形式HGe4/4II形）、2007年
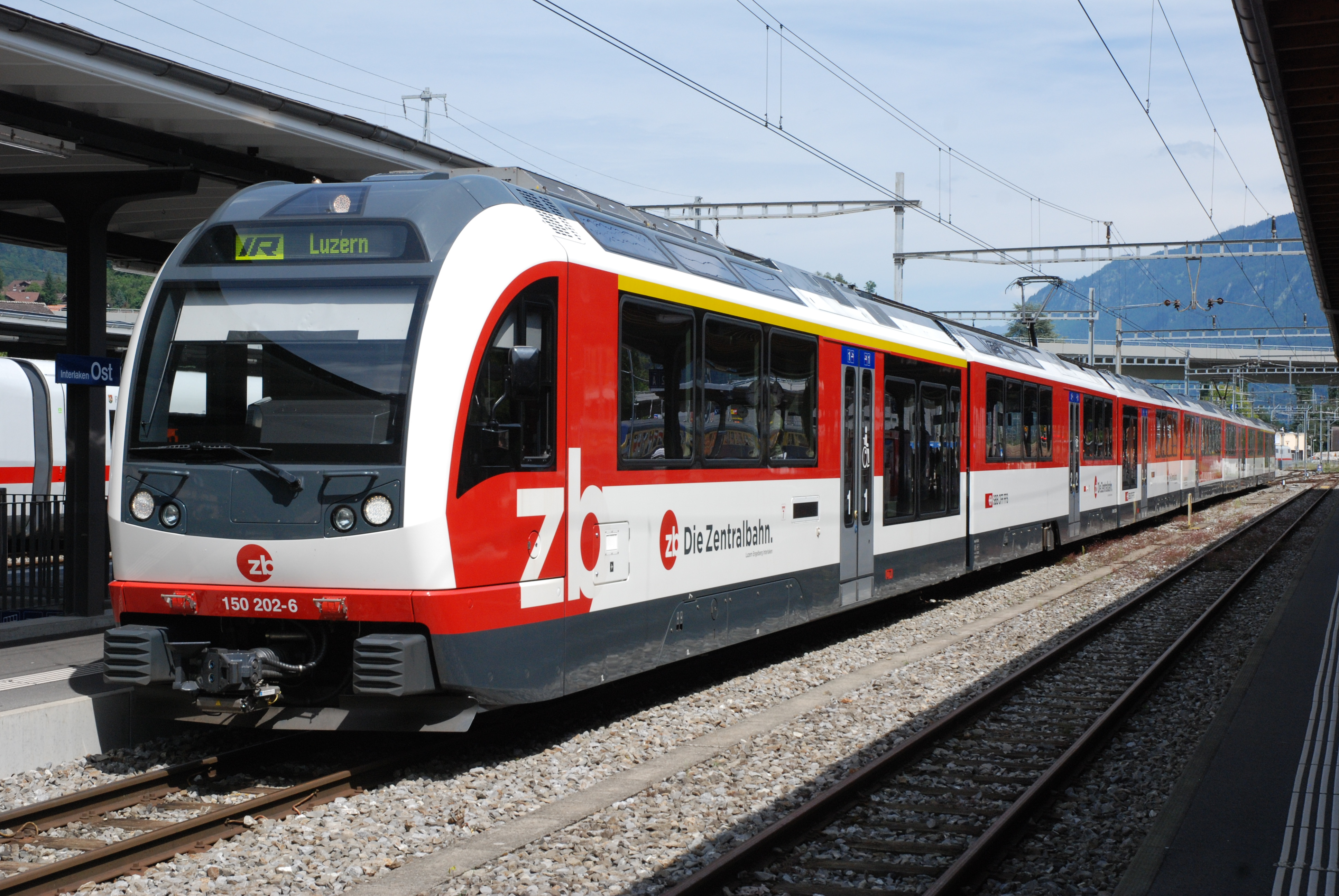
現在のブリューニック線の主力であるABeh150形、ABeh160形も同デザイン、2014年
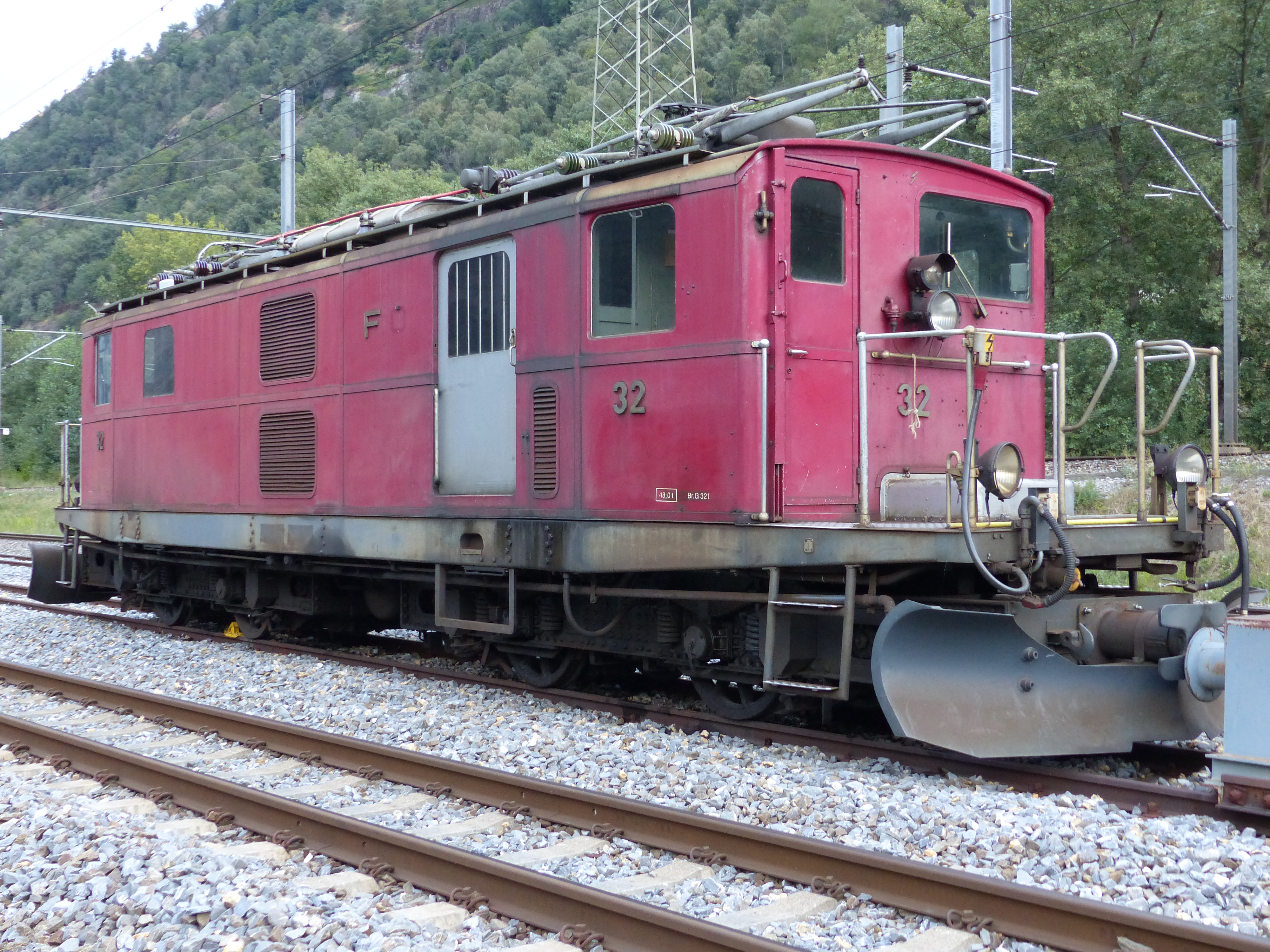
本形式と同時期に導入されたラック式荷物室付電気機関車であるフルカ・オーバーアルプ鉄道のHGe4/4I形、2018年
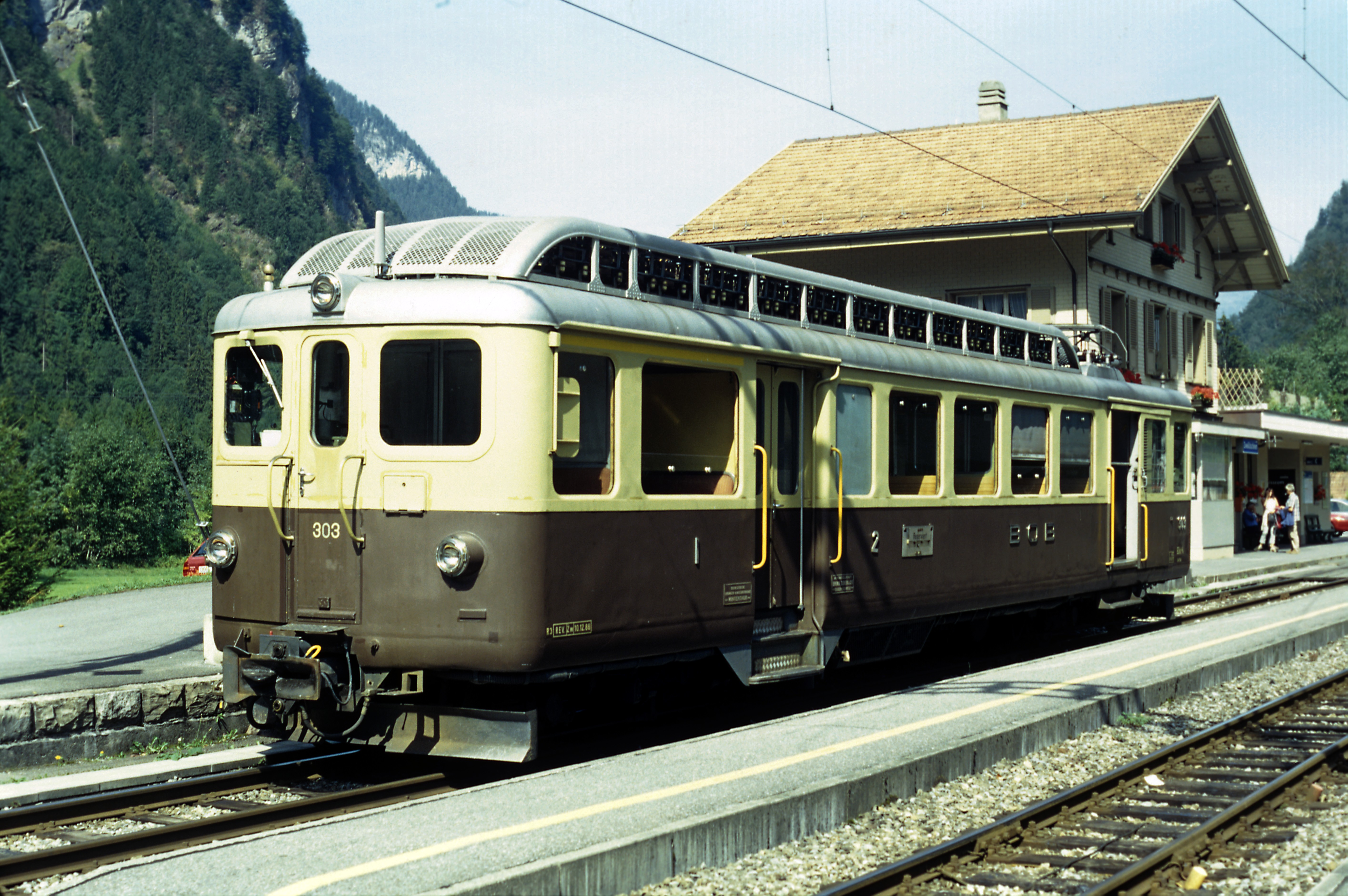
同じく本形式と同時期に導入されたラック式電車であるベルナーオーバーラント鉄道のABDeh4/4形、2003年

## 仕様

### 車体
- 車体は両運転台式でスイス国鉄Re4/4I形電気機関車やレーティッシュ鉄道Ge4/4I形電気機関車と同様の軽量車体で、正面は貫通扉付の丸妻、側面には開口幅1100 mm、開口高さ1680 mmの荷物扉を片側2箇所配置し、側面窓のうち、片側の側面の中央部の機械室部分の2枚の窓を空気取入用のルーバーとしている。なお、荷物室扉は外吊式であるが、車体中央の機器室部の車体幅が扉の厚さ相当分だけ広くなって前後の運転室および荷物室部の車体幅2550 mmに対して機械室部は2652 mmとなっており、この部分の側面と扉が同一面となっているほか、屋根もこの機械室部の幅に合わせてあるため前後部では左右に荷物室扉の厚さ分だけ張出している[27]。また、車体は床面高1130 mm、屋根高3261.5 mm[注釈 16]であるが、前位側のパンタグラフおよび高圧引込線設置個所は屋根高3201.5 mm[注釈 17]の低屋根構造となっている[27]。
- 車体内は前位側から長さ1323 mmの運転室、3400 mmで面積7.5 m2[注釈 18]の荷物室、4200 mmの機械室、3400 mm、7.5 m2の荷物室、1323 mmの運転室の配置となっており、機械室部の車両左側は幅458 mmの通路となっており、前後の荷物室を接続している[27]。
- 運転室は正面貫通扉付の左側運転台で、運転操作機器類、計器類、バルブ類が配置されており、運転室右側の機器箱には手ブレーキハンドル、整流装置、手動空気ポンプなどが、運転室背面には分電盤、工具箱、作業服用ロッカーが設置されている。また、正面は貫通扉付の3枚窓の形態で、貫通扉上部と前面下部左右の3箇所に丸型の前照灯が設置されて上部のものは標識灯との縦2連になっており、左右の前面窓は電気式デフロスターを装備した複層ガラスで空気式ワイパーが設置されているほか、運転室側面窓は下落し窓となっている[20]。運転台は機関士が立った姿勢で運転する形態となっており、補助席の使用とデッドマン装置用ペダルの位置の調整により一時的に着席しての運転が可能となっている[28]。
- 荷物室内はスイス国鉄の一般的なデザインとなっており、机を備えた事務スペース、折畳式荷物棚、折畳式仕切壁、荷物吊下げ用フック、自転車積載用フックが設置されているほか[20]、スイスの郵便・電話・電信事業者であるPTT[注釈 19]の費用負担により郵便仕分棚等が設置されている[13]。一方、機械室内には主変圧器ほかの変圧器類、主電動機および主変圧器冷却油冷却用電動送風機、接触器・切換器類[20]、タップ切換器、主変圧器冷却油用オイルポンプとラジエーターなどが設置され、また、床下のラック式台車脇に蓄電池とスクリュー式の電動空気圧縮機、空気タンク等が設置されているている[29]。また、屋根上には、前位側端部にパンタグラフと主回路用フューズ、主開閉器、接地スイッチ[30]、後位側端部に検電アンテナが[29]、それらの間にはブレーキ用抵抗器が設置されている[31]。
- 連結器は台車取付で本形式から新たに採用された+GF+式[注釈 20]ピン・リンク式自動連結器となっており、ブレーキ用空気管1本を同時に連結できるほか、従来のブリューニック線車両が装備していたピン・リンク式連結器とも連結可能となっている[32]。この連結器は本形式の導入当時いくつかの1 m軌間の私鉄で採用されていたもので、従来のピン・リンク式連結器では電化に伴う列車重量増に対応できないことと、連結・開放作業の効率化のために導入されたもので、従来からの車両も順次この連結器に交換されている[32]。また、同じく先頭部には電気暖房用の電気連結器とブレーキ用の空気連結器、大型のスノープラウが設置されている。
- 塗装
  - 製造時は当時のスイス国鉄標準塗装で、車体は緑色[注釈 21]で手摺類が黄色、車体側面中央下部にスイス国鉄の紋章とその両側に「SBB」および「CFF」のレタリングが入り、正面左下に機番が入るもの、屋根および屋根上機器が銀もしくはライトグレー、床下機器と台車はダークグレーである。
  - 1980年代半ばには車体がスイス国鉄の新しい標準色となった赤色[注釈 22]となり、側面中央のスイス国鉄の紋章の代わりに側面左下にスイス国旗に矢印をアレンジしたスイス国鉄のシンボルマークが入れられ、正面の機番が貫通扉下部に移された。
  - その後正面左側に"Brünig"のレタリングが入り、機番が正面右側に移されている。
  - ツェントラル鉄道では側面下部を白として、左側に赤丸をベースとしたZBのシンボルマークをデザインしたものとなった。側面中央下部にはZBのマークとロゴが、左側下部にはツェントラル鉄道の主要株主であるSBBのマークとロゴが入り、正面は左側にツェントラル鉄道のマークが、右側に機番が入る。
  - 室内は運転室内が薄緑色、荷物室内がベージュである。

### 走行機器
- 制御方式はAe8/14形電気機関車[11]やAe4/6形電気機関車[30]で採用された18段の高圧タップ切換制御を採用し[31]、タップ切換器は主変圧器のオイルタンクに組込まれており[31]、直流電動機で駆動されるものとなっている[33]。架線電力はパンタグラフから高圧ヒューズと主開閉器を経由して変圧器に供給され、主変圧器はタップ切換および補助電力用の調整変圧器とタップ切換器出力を駆動用電圧に降圧する主電動用変圧器で構成されるもので、連続定格出力は走行用1000 kVA、列車暖房用AC1500 V 16 2/3 Hz、200 kVA、補機用AC220 V 16 2/3 Hz、35 kVAとなっている[31]。なお、電気暖房はインターラーケン・オストで接続する同じ1000 mm軌間の私鉄であるベルナーオーバーラント鉄道[注釈 23]との客車の貸借を想定して、通常AC1000 Vとしているスイス国鉄の標準軌の車両と異なり、交流1500 Vを使用している。
- 走行装置は粘着駆動用の2基の台車の間にラック機構と支持車輪を設けた台車を設置して軸配置をBo'2zz'Bo'とし、台車枠の車端側に設置された連結器と台車間を連結する連結棒とで引張力を伝達する方式で[11]、軸重は前位側から10.0/9.8/7.2/7.2/9.8/10.0 t（運転整備時）もしくは10.75/10.55/7.2/7.2/10.55/10.75 t（最大積載時）に設定されている[27]。
- 粘着式台車はプレス鋼の溶接組立て式で軸距2500 mm、動輪は車輪径900 mmのスポーク式車輪で牽引力伝達は台車枠の下を通る車体支持梁と台車枠横梁間のセンターピン間で伝達されており、枕ばねは重ね板バネとしている[27]。動輪の軸箱の軸受は球面ころ軸受、軸ばねはコイルばね、軸箱支持方式は湿式円筒案内方式となっており、日常の運用においてはメンテナンス不要となっている[20]。粘着区間用主電動機は台車枠に装荷されて減速比5.31[27]で1段減速されて[34]いる。装荷方式は吊掛け式で[20]、これは構造が単純であることと、最高速度が時速75 kmと低いことから採用されたものであるが、主電動機に伝わる走行時の振動が整流に悪影響を及ぼすことが判明したため、主電動機の巻線の絶縁を強化することで短絡事故を減らす対策が取られている[33]。また、各動輪の台車端側に電磁空気式の砂撒き装置が、台車枠に砂箱が設置され、進行方向に合わせて前後4箇所ずつが動作する[31]。
- ラック式台車は内側台枠の鋼板組立台車で、前後端に軸距3440mm、車輪径710 mmの支持車輪があり、その内側に有効径860 mmのピニオン軸が軸距は2350 mmで設置されており[27]、ピニオンとラックレールの嵌合を確保するため、支持車輪の軸ばねを通常よりばね定数を大きくするとともに軸箱の上下可動量を10 mmに制限しているほか、支持車輪のタイヤの摩耗に応じて軸箱高さを調整することでピニオンの高さを一定にしている[20]。主電動機は台車上に装架されてブレーキドラム付の中間軸を経て2段減速でピニオンに伝達され、減速比は11.42である[34]。なお、ラック方式はラックレールがラダー型1条のリッゲンバッハ式である。ラック式台車の牽引力は前後の台車に連結棒で伝達されるため心皿は無く、台車の前後端部に枕木方向に設けられた重ね板バネ式枕ばねに車体荷重がかかる仕組みとなっている。
- 主電動機はいずれも交流整流子電動機で、1時間定格出力は粘着式駆動装置用が出力230 kW×4基、ラック式駆動装置用が255 kW×2基となっており、粘着区間力行時は粘着駆動用主電動機を2S2Pに接続して920 kW、ラック区間力行時は粘着式駆動装置用主電動機を4Sに接続した460 kWとラック式駆動装置用主電動機を2Sに接続した510 kWの計970 kW[35]、連続定格は同様に粘着区間は836 kW、ラック区間は880 kWとなる一方、ラック区間走行時には連続定格電流760 A、最大電流900 Aの発電ブレーキを使用することが可能となっている[36]。粘着式駆動装置用とラック式駆動装置用の主電動機は電気的には同一で、ベアリングの違いによりハウジングと鏡蓋が異なるものとなっている[31]ほか、冷却は冷却用送風機による強制通風で、機械室内の1基の送風機から床内の風洞を通じて冷却気が送風される[29]。
- 運転台には円形のハンドルで操作するマスターコントローラーのほか、以下の通りの各操作ハンドルが設置されている[30][34]。
  - 牽引力調整ハンドル：ラック区間走行時に、天候等によるレールの状況に応じて機関士が粘着式駆動装置とラック式駆動装置の牽引力の比率を31 : 69から45 : 55の間で5段階、発電ブレーキ力の比率を35 : 65から50 : 50の間で3段階に調整する[29]もので、牽引力比率の調整は力行時は負荷調整用の補償変圧器で、ブレーキ時は発電ブレーキの抵抗値の調整によって行う方式となっている。
  - 運転モード選択ハンドル：走行区間に応じて以下の通り6つのモードに主回路・制御回路を切替える[30]。
    - Q：粘着区間力行
    - 0：切
    - E：ラック区間進入
    - F：ラック区間力行
    - A：ラック区間進出
    - Br：ラック区間ブレーキ

  - ブレーキハンドル：自動空気ブレーキ用Bozič式ブレーキ弁、ラック区間用直通空気ブレーキ用Wブレーキ弁、粘着区間用直通空気ブレーキ用No.9ブレーキ弁、運転室右側機器箱上の手ブレーキハンドル
  - タップ切換器手動操作ハンドル：運転室背面に設置されており、故障によりタップ切換器をマスターコントローラーで遠隔操作できなくなった場合に、タップ切替器にシャフトを介して接続されたこのハンドルにより直接操作する[31][33]。
- 運転台の計器類は以下の通り[34]。
  - 架線電圧計
  - 主回路電流計：粘着式駆動装置用主電動機およびラック式駆動装置用主電動機用の2個の電流計を装備する。
  - 速度差分表示計：ラック式駆動装置用電動機軸と粘着式駆動装置軸にそれぞれ設置された速度計発電機の発生電圧の差分を両駆動装置の速度差（km/h）に換算して表示するもので、ラック区間運転時の粘着式駆動装置の空転状況や、ラック区間への進入時の粘着式駆動装置とラック式駆動装置の周速の同期状況を表示する。
  - 速度計：前位側運転台のものが記録速度計、後位側運転台のものが通常の速度計となっている[31]。
  - 検電表示器：運転室右側機器箱上に設置され[29]、後位側運転室屋根上に設置された検電アンテナによって検知した架線電圧の有無を表示する表示灯[37]。
  - 暖房引通用電圧計および電流計：客車に給電される暖房出力電圧および電流を表示[37]。
- 運転台の主なスイッチ類は次の通り[29]：灯具、暖房、主電動機冷却用送風機、電動空気圧縮機、制御電源、パンタグラフ、逆転器。
- 粘着式駆動装置とラック式駆動装置を別個に設ける方式の本形式においては粘着区間からラック区間に進入する際には粘着区間で停止していたピニオンを列車の速度まで加速して両駆動装置の速度を同期させる必要がある[13]。運転モード選択ハンドルを「E」位置とするとラック式駆動装置用電動機が粘着式駆動装置用電動機が等速に回転するよう回路が構成され[34]、ラック式駆動装置用電動機の励磁状態に応じて発生する両駆動装置の速度差は運転台の同期用電圧計に表示され、機関士が列車（粘着式駆動装置）の速度をブレーキで調整して同期を図り[13]、ラック区間進入完了後に運転モード選択ハンドルを「F」もしくは「Br」位置とする仕組みとなっている[30]。
- 本形式はラック区間に対応した複数のブレーキ装置を装備しており、基礎ブレーキ装置は以下の構成となっている[28]。
  - 粘着式台車毎に1基ずつ、車体床下に装備されたブレーキシリンダーもしくは各運転室の手ブレーキハンドルにより動作する、各動輪の両抱式踏面ブレーキ。
  - ラック式台車に1基装備されたブレーキシリンダーにより動作する、各支持車輪車輪の片押式踏面ブレーキ。
  - ラック式台車に1基装備されたブレーキシリンダーにより動作する、各ピニオンに併設されたブレーキドラムに作用するバンドブレーキ。
  - 各運転室の手ブレーキハンドルにより動作する、各ラック式駆動装置の中間軸端部に設置されたブレーキドラムに作用するバンドブレーキ。
- また、ブレーキ装置として、自動空気ブレーキ、ラック区間用直通空気ブレーキ、粘着区間用直通空気ブレーキ、発電ブレーキ、手ブレーキが装備されており、それぞれのブレーキの動作は以下の通り[31]。
  - 自動空気ブレーキ：粘着式台車の動輪とラック式車輪の支持車輪の踏面ブレーキおよび列車全体に作用するもので、粘着区間では常用ブレーキと非常ブレーキ、ラック区間では非常ブレーキとして使用する。運転台のBozič式ブレーキ弁、列車内の各非常ブレーキ弁、粘着区間用およびラック区間用のデッドマン装置によって動作するもので、ラック区間用デッドマン装置による動作の場合はラック区間用直通空気ブレーキの動作から3秒（25 m走行に相当）遅延して動作するように設定されている。
  - ラック区間用直通空気ブレーキ：ラック式台車のピニオンのバンドブレーキに作用するもので、ラック区間で常用ブレーキとして、通常時は列車速度が約10 km/h以下となって後述の発電ブレーキが停止した後に使用する。運転台のウェスティングハウス[注釈 24]製Wブレーキ弁もしくは、ラック式駆動装置に設置された遠心スイッチ（ラック区間で約35 km/h[注釈 25]超過時に動作する）により動作する電磁弁やラック区間用デッドマン装置によって動作し、このブレーキだけで列車全体を停止させることが可能となっている。
  - 粘着区間用直通空気ブレーキ：粘着式台車の動輪の踏面ブレーキに作用するもので、運転台のウェスティングハウス製No.9ブレーキ弁により動作する。入換時などのほか、ラック区間に進入する際に動輪とピニオンの周速の同期をとるために列車速度を調整する際にも使用される。
  - 発電ブレーキ：粘着式駆動装置用電動機とラック式駆動装置用電動機および主制御器と屋根上のブレーキ用抵抗器によりラック区間で常用ブレーキとして作用し、最大ブレーキ時には非常ブレーキ相当のブレーキ力が確保される。運転台のマスターコントローラーにより制御され、約10 km/hまで動作する。なお、発電ブレーキと自動空気ブレーキの同時動作を防止するため、自動空気ブレーキおよびラック区間用直通空気ブレーキが一定以上動作した際には発電ブレーキが停止する。6基の主電動機の界磁巻線は直列に接続されてラック式駆動装置用電動機に直結された励磁装置により給電され[38]、ラック式駆動装置用電動機は蓄電池によって励磁されるため、架線電圧が無い状態でも動作が可能となっており[30]、さらに、発電ブレーキ時に架線電圧が無くなった場合には電動空気圧縮機と電動送風機の電源が自動的に発電ブレーキ回路からの供給に切替えられ、運転の継続を可能としている[34]。
  - 手ブレーキ：運転室内の手ブレーキハンドル操作により粘着台車の動輪の踏面ブレーキと各ラック式駆動装置のバンドブレーキに作用する。粘着区間・ラック区間双方で使用可能で、ラック区間において手ブレーキだけで列車全体を停止させることが可能なブレーキ力を有している。
- 補機類は主変圧器もしくは車両基地や工場内で外部電源から車両のコネクタを介して供給されるAC220 Vおよび、整流装置および蓄電池から供給されるDC36 Vにより動作するものとなっており、AC220 Vは電動圧縮機、主電動機および主変圧器冷却油ラジエーター用送風機、主変圧器冷却油用オイルポンプ、蓄電池充電用整流装置、デフロスター用変圧器、架線電圧計、乗務員室暖房等に、DC36 Vは点灯装置および制御回路に供給されている[37]。また、電動空気圧縮機はSLM製のスクリュー式のもので、生成された圧縮空気はブレーキ装置、砂撒装置、ホイッスルおよび制御機器類に供給される[31]。

### 改造
- 屋根上に設置されていた高圧回路用の主開閉器は過負荷電流や事故電流を遮断する機能はなく、ヒューズにより電流遮断を行う設計となっていたが、1970年代にこれらをBBC製の空気遮断器に換装している[30][33]。
- Bozič式ブレーキ弁を後にMFO製のFV3ブレーキ弁に換装している[32]。
- 後位側の運転室屋根上に設置されていた架線電圧検知用の検電アンテナは架線電圧の停電からの復旧を検知するために設置されていたが、その後運用上不要とされたため、数年後に撤去されている[30][33]。
- 荷物室内の郵便仕分棚は実際の運用では使用されなかった（詳細後述）ため、後に撤去されている[13]。

製造直後のFhe4/6 901号機、輸送用のロールワーゲンに積載された状態、1941年
Fhe4/6形の車体標記図面
運転台、丸形ハンドルのマスターコントローラーが設置され、立って運転する形態
ラック式駆動装置が搭載される中間台車、車輪上部が主電動機、その横はブレーキドラムを併設した中間軸

### 主要諸元
- 軌間：1000 mm
- 電気方式：AC15 kV 16.7 Hz 架空線式
- 最大寸法：全長14600 mm、車体幅2652 mm、屋根高3261.5 mm、全高3886.5 mm（パンタグラフ折畳時）
- 軸距、車輪径
  - 粘着式台車：2500 mm、動輪径900 mm
  - ラック式台車：支持車輪3440 mm/車輪径710 mm、ピニオン2350 mm/有効径860 mm
  - 減速比：5.307（粘着式駆動装置）、11.42（ラック式駆動装置）
- 台車中心間距離：4700 mm × 2
- 自重：54.0 t
- 荷重：3.0 t
- 荷室面積：15.0 m2
- 走行装置
  - 主制御装置：高圧タップ切換制御
  - 粘着駆動用主電動機：交流整流子電動機 × 4基
  - ピニオン駆動用主電動機：交流整流子電動機 × 2基
- 牽引トン数：240 t（18パーミル・粘着区間）、60 t（120パーミル・ラック区間）
- ブレーキ装置：発電ブレーキ、空気ブレーキ、手ブレーキ

| 項目                  | 定格                    | 連続定格 | 連続定格   | 1時間定格 | 1時間定格  | 最大     | 最大       |
| 項目                  | 粘着/ラック             | 粘着区間 | ラック区間 | 粘着区間  | ラック区間 | 粘着区間 | ラック区間 |
| --------------------- | ----------------------- | -------- | ---------- | --------- | ---------- | -------- | ---------- |
| 粘着区間用 駆動装置   | 電圧                    | 332 V    | 185 V      | 332 V     | 185 V      | 465 V    | 235 V      |
| 粘着区間用 駆動装置   | 電流                    | 725 A    | 725 A      | 800 A     | 800 A      | 1150 A   | 1150 A     |
| 粘着区間用 駆動装置   | 出力(主電動機軸)        | 209 kW   | 104.5 kW   | 230 kW    | 115 kW     | -        | -          |
| 粘着区間用 駆動装置   | 主電動機回転数          | 1690 rpm | 845 rpm    | 1610 rpm  | 815 rpm    | 2350 rpm | 1030 rpm   |
| 粘着区間用 駆動装置   | 動輪周上牽引力          | 54.1 kN  | 54.1 kN    | 62.4 kN   | 62.4 kN    | 98.1 kN  | 98.1 kN    |
| ラック区間用 駆動装置 | 電圧                    | -        | 365 V      | -         | 365 V      | -        | 465 V      |
| ラック区間用 駆動装置 | 電流                    | -        | 725 A      | -         | 800 A      | -        | 1150 A     |
| ラック区間用 駆動装置 | 出力(主電動機軸)        | -        | 231 kW     | -         | 255 kW     | -        | -          |
| ラック区間用 駆動装置 | 主電動機回転数          | -        | 1890 rpm   | -         | 1820 rpm   | -        | 2300 rpm   |
| ラック区間用 駆動装置 | ピニオン周上牽引力      | -        | 57.9 kN    | -         | 66.7 kN    | -        | 104.9 kN   |
| 粘着＋ラック          | 電流                    | 725 A    | 725 A      | 800 A     | 800 A      | 1150 A   | 1150 A     |
| 粘着＋ラック          | 出力                    | 836 kW   | 880 kW     | 920 kW    | 970 kW     | -        | -          |
| 粘着＋ラック          | 動輪/ピニオン周上牽引力 | 54.1 kN  | 111.9 kN   | 62.4 kN   | 129.0 kN   | 98.1 kN  | 202.9 kN   |
| 粘着＋ラック          | 速度                    | 54 km/h  | 27 km/h    | 51.5 km/h | 26 km/h    | 75 km/h  | 33 km/h    |
| 粘着＋ラック          | 発電ブレーキ電流        | -        | 760 A      | -         | -          | -        | 900 A      |
| 1.                    |                         |          |            |           |            |          |            |

## De110形

### De4/4II形
- 1986年1月に導入されたHGe4/4II形試作機2機の試用結果に基づいて量産機であるHGe101形の導入が決定し、主にこれらをルツェルン - インターラーケン・オスト間の直通列車に使用して余剰となるDeh4/6形の一部を区間列車の牽引用に転用することが計画された。これに伴い、Deh4/6形を粘着区間専用に改造することが検討され、技術面での検証と、軽量化と保守作業の軽減の効果および粘着区間専用化による運用制限の影響を評価するため、1987年にDeh4/6 913号機を粘着区間専用機とする改造をマイリンゲン工場で実施してDe4/4II形の913号機としている。R3と呼ばれる大規模修繕に併せて実施された改造はラック式台車および関係機器類の撤去を主した以下の内容であり、これにより自重は約54 tから40 tに減少している[30]。
  - ラック式台車を撤去し、従来これを介していた牽引力伝達のために粘着式台車間をリンクとロッドで接続
  - ラック式台車の撤去に伴う、基礎ブレーキ作動用のブレーキ装置およびブレーキ梁類の変更
  - 不要となる主制御装置のラック式駆動装置および発電ブレーキ関連機機器の撤去
  - 車軸軸受の接地装置の変更

### De110形
- スイス国内の列車をパターンダイヤ化するBahn+Bus 2000計画によって、ブリューニック線では直通列車を主にHGe101形による牽引する列車とし、区間列車はシャトルトレイン化することとなった。しかし、シャトルトレイン用新形車両[注釈 26]調達のための資金が不足したため、1992-93年に、区間列車用に転用されていたDeh4/6形のうちDeh4/6 903、906、908、910、912号機を粘着区間専用のシャトルトレイン牽引機に改造してDe110 000-004号機とし、併せてDe4/4II 913号機も同様の改造を行った上でDe110 005号機に改番して計6機を用意しており、その主な改造内容は以下のとおりとなっている[30]。
  - ラック式台車を始めとするラック区間用の機器、電機品の撤去
  - 制御車からの遠隔制御用重連総括制御装置および61芯の電気連結器の設置[注釈 27]
  - シャトルトレインの先頭となる前位側の運転台の機器更新と座って運転する形態への改造、運転室側面窓へのバックミラーの追加、前面下部左側の前照灯横への標識灯への設置
  - 台車軸ばねへのオイルダンパーの設置
  - 電気配線の更新
  - 主制御装置をプログラマブルロジックコントローラを使用したものに改造
  - 主制御装置に粘着区間での発電ブレーキ回路とサイリスタを使用した励磁装置の追加
  - 空転検知装置の追加
  - 保安装置の近代化
  - 側面中央部の冷却気導入口を雨水、風雪の侵入防止対策を強化したものに交換
- ラック式台車の撤去に伴い、空気ブレーキ装置、手ブレーキ装置は以下の通り改造されている[39]。
  - 自動空気ブレーキは運転室のMFO製のブレーキ弁により、各台車毎に設置されたブレーキシリンダーにより各動輪に作用するほか、列車全体に作用。
  - 入換用直通ブレーキは運転室のブレーキ弁により各動輪に作用。
  - 手ブレーキブレーキは運転室のブレーキハンドル操作により、各動輪に作用。
- 改造はStadler Rail[注釈 28]によってマイリンゲン工場および同社ブスナング工場で実施されている（製造番号L-220 - 227[40]）。当初はStadler RailおよびABB[注釈 29]が改造を担当する計画であったが、途中でABBが辞退したため同社単独での施工となり、また、後述のルツェルン-シュタンス-エンゲルベルク鉄道のDe4/4形も同時に類似の改造を実施している[41]。
- De110形と編成を組むシャトルトレイン用の客車も従来の機材を改造して使用することとなり、Typ III系[注釈 30]のAB 401-412形のうち6両をStadler Railで運転室設置・制御車化改造（製造番号L-228 - 233[40]）した[41]ABt 900-905形[43]および同じTyp III系の2等車のB 701-755形のうち12両をシャトルトレイン用に改造したB 501-512形[44]が用意されている。
- 後述のルツェルン-シュタンス-エンゲルベルク鉄道のDe4/4形を含め、粘着区間専用の機体は正面の窓周りを黒色に塗装してラック式のDeh120形との識別としており[23]、これはツェントラル鉄道塗装となった後も継続されている。また、2000年頃には前位側の正面貫通扉横の手摺を扉横の縦型のものから大型のものを斜めに設置するように追加改造をし、2004年には信号保安装置をZSI127（ドイツ語版）に換装している。

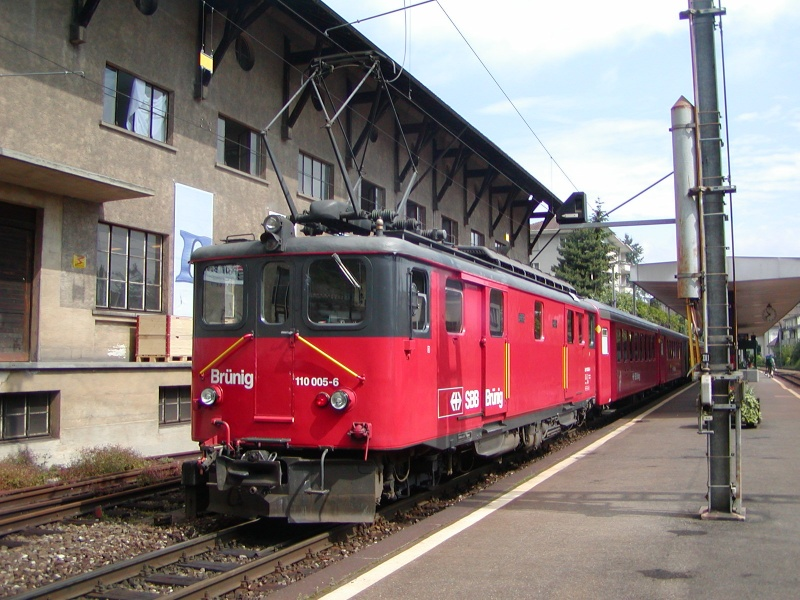
粘着式専用に改造され、シャトルトレインとして運行されるDe110 005号機、スイス国鉄塗装、ヘルギスヴィル駅
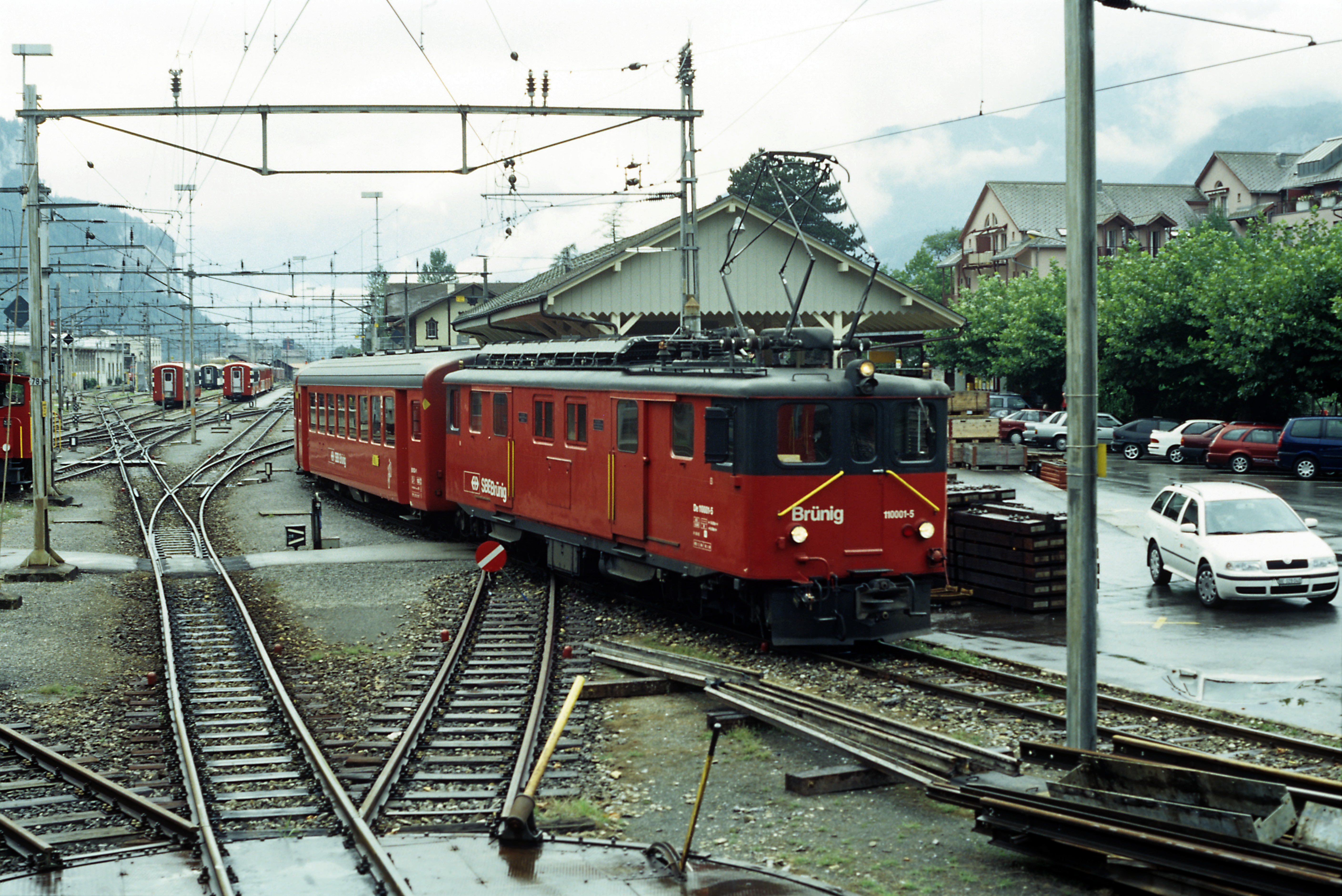
シャトルトレイン用のDe110 001号機、正面の斜めの手摺や標識灯が増設され、窓回りが黒となっている、マイリンゲン駅、2003年
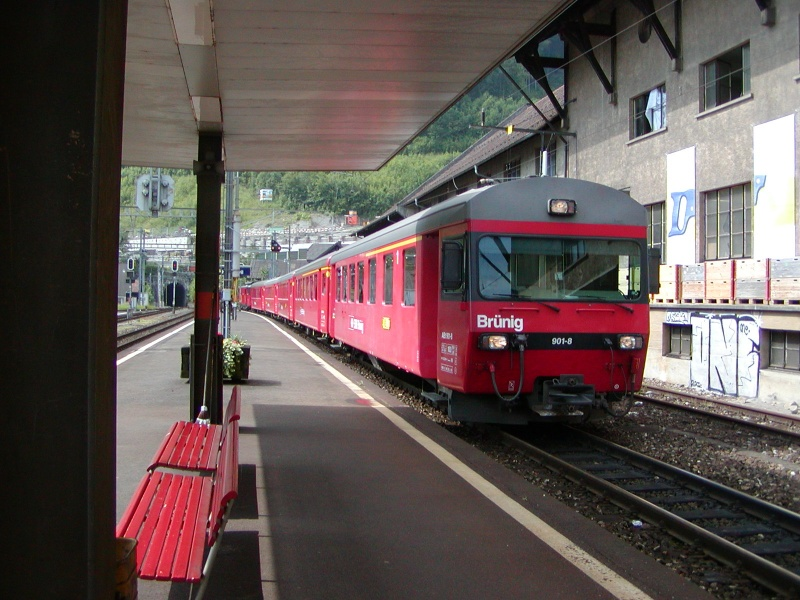
De110形とともシャトルトレインとして運行される制御客車のABt 901号車、スイス国鉄塗装、ヘルギスヴィル駅
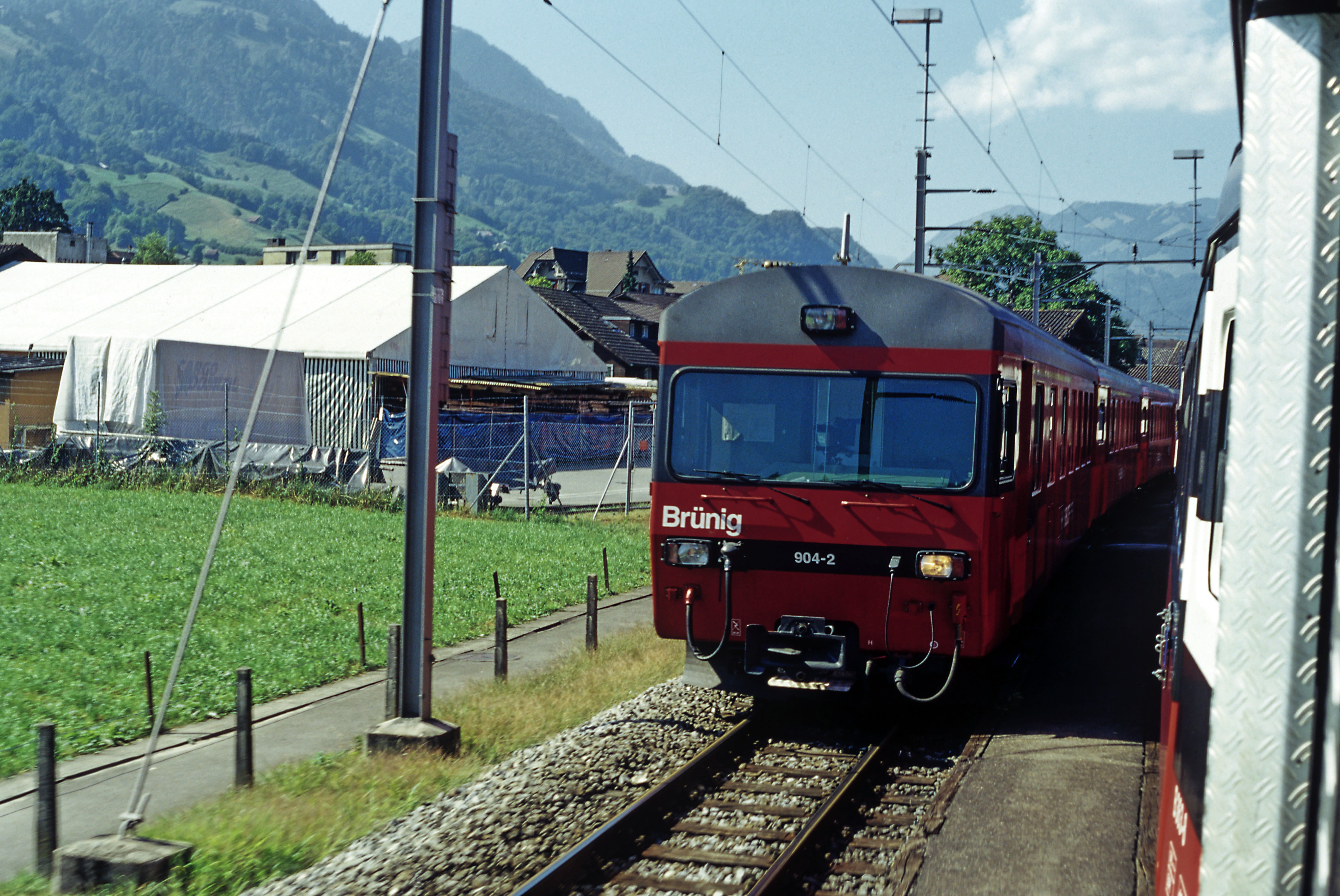
同じく1/2等制御客車のABt 904号車、中間客車に運転台を設置する改造を実施したもの、2003年

### 主要諸元
- 軌間：1000 mm
- 電気方式：AC15 kV 16.7 Hz 架空線式
- 最大寸法：全長14600 mm、車体幅2652 mm、屋根高3261 mm、全高3886 mm（パンタグラフ折畳時）
- 軸距：2500 mm
- 車輪径：900 mm
- 減速比：5.307
- 台車中心間距離：9400 mm
- 自重：42 t
- 走行装置
  - 主制御装置：高圧タップ切換制御
  - 主電動機：交流整流子電動機 × 4基（1時間定格出力：230 kW、連続定格出力：210 kW）
- 性能
  - 牽引力：1時間定格62 kN、最大102 kN
  - 牽引トン数：240 t（18パーミル・粘着区間）
  - 定格速度：51.6 km/h（1時間定格）、54 km/h（連続定格）
- 最高速度：75 km/h
- ブレーキ装置：空気ブレーキ、手ブレーキ

## ルツェルン-シュタンス-エンゲルベルク鉄道De4/4形
- ブリューニック線のヘルギスヴィルで接続し、エンゲルベルクへ至っていたルツェルン-シュタンス-エンゲルベルク鉄道では、輸送量の増加、特にルツェルン近郊区間の粘着区間であるルツェルン - シュタンス間の輸送力強化への対応が必要となったが、同鉄道で従来から使用されていたBDeh4/4形電車の追加導入は同機種の設計が既に旧式化しており現実的ではなく、粘着区間専用の中古車を導入し、既存の客車・制御客車と列車を組成して運用することが計画された。イヴェルドン-サン＝クロワ鉄道[注釈 31]で廃車となったABe2/4 11-12形[注釈 32]の譲受を検討したが、牽引力不足のためこれを断念し、HGe101形の導入により余剰となったDeh4/6 907号機を1991年2月1日に、Deh4/6 905号機を同年7月1日に譲受し、スイス国鉄のDeh4/6形からDe110形への改造と同時にこの2両も粘着式専用化・シャトルトレイン対応改造を実施することとした[46]。
- Deh4/6 907号機は一旦ほぼそのままDeh4/4 122号機として使用され、1991年6月に車体塗装のみルツェルン-シュタンス-エンゲルベルク鉄道仕様に変更している[46]。その後1991年6月から10月にかけて、Deh4/6 905号機にマイリンゲン工場でスイス国鉄およびStadler Railにより粘着式専用化・シャトルトレイン改造を実施してDe4/4 121号機とし、その後同様にDeh4/6 122号機をDe4/4 122号機に改造して1994年4月より運用を開始している[46]。 スイス国鉄のDe110形とは、両端の運転台とも改造が実施されている、正面下部の前照灯横の標識灯が左右共に追加されているなどの差異がある。
- 塗装は車体は赤をベースに正面窓周りが黒で車体裾部に白帯が入り、側面および正面左側の白帯部にLSEのロゴが、正面右側の白帯部に機番が入るものとなった。なお、その後ツェントラル鉄道塗装となった後も旧LSEのこの2両については白帯と正面の機番が残ったものとなっていたが、2010年には白帯と機番が撤去されて、正面窓周りの黒塗装の端部が斜めに処理されている以外は他の機体と同一の塗装となった。

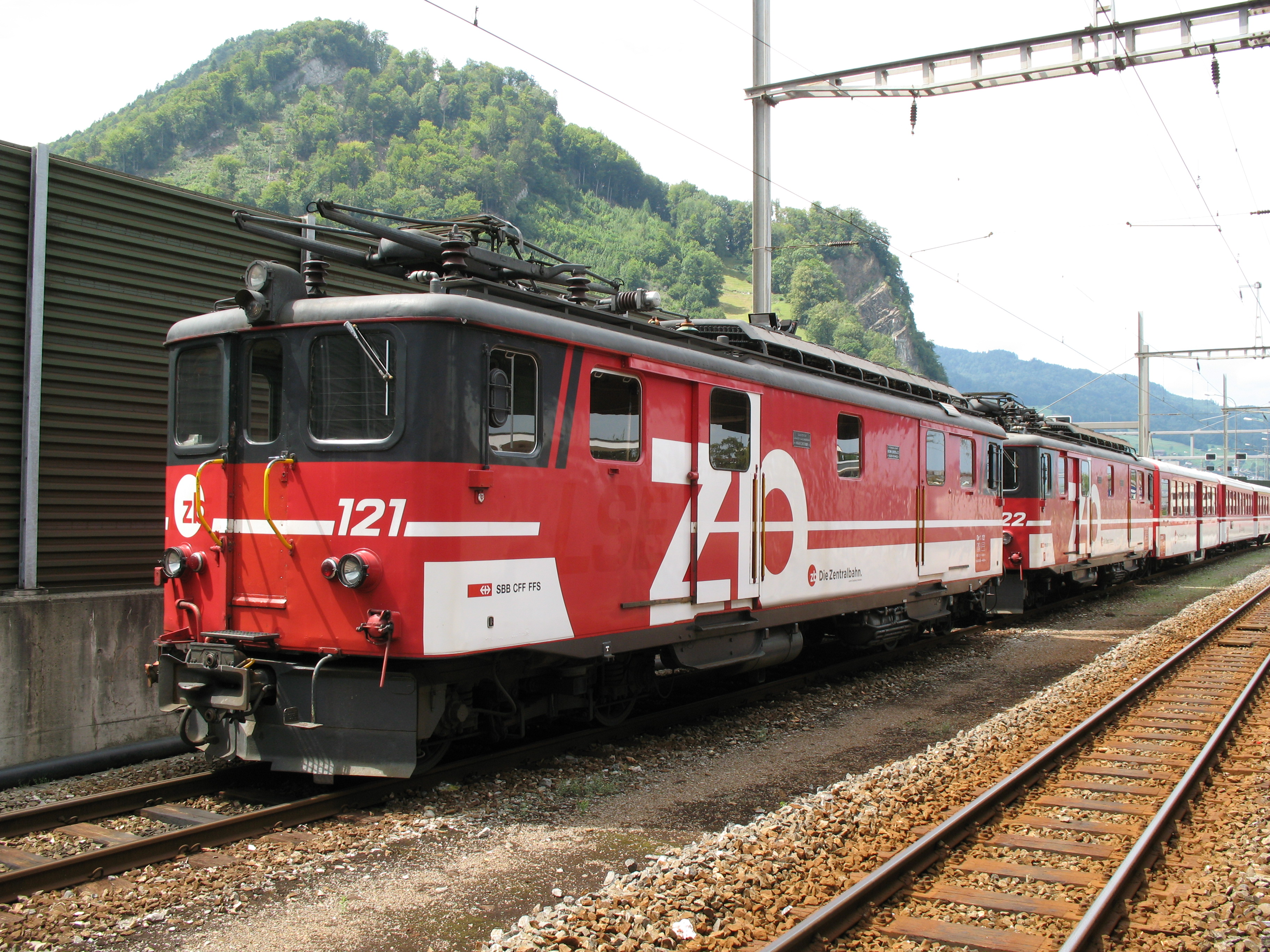
元ルツェルン-シュタンス-エンゲルベルク鉄道のDe4/4 121号機、ツェントラル鉄道塗装、2010年まで車体中央に白帯と機番が入る旧LSE塗装をベースとした塗装であった、シュタンスシュタート駅、2007年
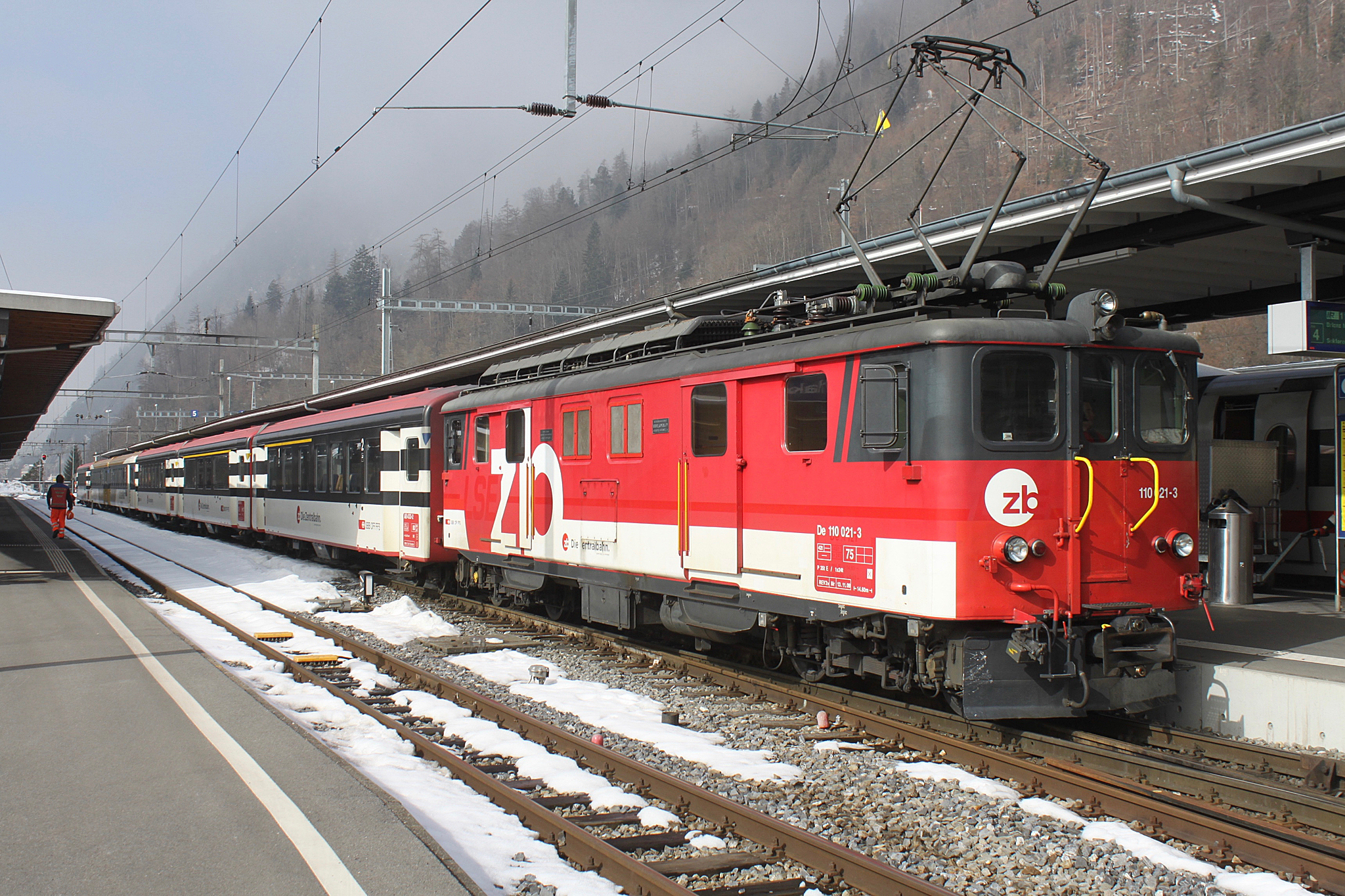
元ルツェルン-シュタンス-エンゲルベルク鉄道のDe110 021号機、ツェントラル鉄道塗装、正面手摺形状と標識灯配置が異なるほか、乗務員室側面窓後部の黒色部のデザインが旧LSE塗装のままとなっている、マイリンゲン駅、2013年

## 運行・廃車

### スイス国鉄
- ブリューニック線は全長74.0 km、高度差566 m、最急勾配25パーミル（粘着区間）もしくは126パーミル（ラック区間）、最高高度1002 m、高度差567 mでルツェルン - インターラーケン・オスト間を結ぶ山岳路線で、2005年まではスイス国鉄の唯一の1 m軌間の路線であった。この路線はルツェルン湖からレマン湖に抜けるゴールデンパスラインの一部で、ルツェルンではスイス国鉄に、途中アルプナハシュタットではルツェルン近郊の観光地であり、ピラトゥス山の竜伝承で知られる標高2132 mのピラトゥス山方面へのピラトゥス鉄道[注釈 33]に、ブリエンツではブリエンツ湖の遊覧船および、ラック式蒸気機関車を運行しているブリエンツ・ロートホルン鉄道[注釈 34]に、インターラーケン・オストではゴールデンパス・ラインの一部でトゥーンを経由してツヴェイジンメンへ至るBLS AG[注釈 35]の路線と、ベルナー・オーバーラント地方やユングフラウ方面へ向かうベルナーオーバーラント鉄道とそれぞれ接続するとともに、ヘルギスヴィルではスキーおよびスパリゾートであるエンゲルベルク方面への旧ルツェルン-シュタンス-エンゲルベルク鉄道が分岐する観光鉄道であるとともに、スイス7番目の都市で人口約8万人のルツェルンの近郊輸送も担っており、スイス国鉄の唯一の1 m軌間の路線であった。
- 本形式は1941年11月18日のルツェルン - マイリンゲン間の電化開業に合わせてまずFhe4/6 901、902、908、913号機の4機が運行を開始し、追ってFhe4/6 909号機が11月29日に運行に入っている[23]。その後翌1942年6月22日までに全16機が導入され[24]、1942年12月24日にマイリンゲン - インターラーケン・オスト間が電化開業しているが、本形式の初期故障による稼働率低下と、第二次世界大戦の影響によるガソリン不足によって自家用車が使用できなくなっていたことに伴う多客に対応するために引続き蒸気機関車が牽引する列車も運行されており、1945年末の時点で非電化時に使用されていた31機中18機が使用されていた[23]。1950年時点でのブリューニック線の運行は以下の通り[23]。
  - Fhe4/6形：マイリンゲン出入庫・9運用（平均走行距離280 km）およびマイリンゲン - インターラーケン・オスト間・1運用
  - Fhe4/6形もしくはG3/4形：ルツェルン - ギスヴィル間・2運用
  - Fhe4/6形もしくはHG3/3形：マイリンゲン構内の入換・1運用
  - G3/4形：ルツェルン構内の入換・1運用
- また、基本的な旅客列車の編成例と牽引トン数、定員は以下の通り[47]。
  - Deh4/6形 + 旧型客車3両（66 t、定員180人）
  - Deh4/6形 + 軽量客車4両（66 t、定員270人）
  - Deh4/6形 + Deh4/6形 + 軽量客車7両（120 t、定員470人）
  - Deh4/6形 + Deh4/6形 + Deh4/6形 + 軽量客車10両（170 t、定員680人）
  - HGe4/4I形 + Deh4/6形 + 軽量客車10両（170 t、定員680人）
- 本形式は荷物電車として製造されたが、De110形によるシャトルトレイン以外では荷物室は実際には使用されず、編成内に別途荷物車等を連結していた[23]。これは本形式導入当時に検討されていたマイリンゲンのスイッチバック解消[注釈 36]が実現せず、所要時間短縮のため同駅での折返し時に牽引機を変更する運用としたために牽引機に荷物を積載できなくなったこと、長編成の列車では牽引機がプラットホーム外に停車するため荷物用キャリーカートが使用できかったこと、荷物室が車両の前後に分離しており使いづらいことなどが要因となっており[23]、スイスの郵便・電話・電信事業者であるPTT[注釈 37]の資金負担により設置されていた郵便仕分棚等も後に撤去されている[13]。また、当初、Fhe4/6形の大規模修繕や主変圧器や主電動機の大きな修理はチューリッヒのスイス国鉄工場にロールワーゲンで回送して実施していたが、 1960年以降マイリンゲン工場で全てのメンテナンスが実施されている[23]。
- その後ブリューニック線では輸送量の増加に伴い本形式だけでは輸送力が不足したため[49]、1954年にHGe4/4I形を導入したが、前述の通り駆動装置の不調対策として走行距離が制限されており、1日1運行あたりの平均走行距離が1957年時点で約210 km、1970年頃で約160 km/日であった[50]ため本形式が引続き主力として使用されており、1985年時点ではDeh4/6形は11運用で使用され、1日1運行平均走行距離は323 kmであった[23]。さらに、1986年にラック区間で最大牽引力280 kN、粘着区間での最高速度100 km/hの新しいラック式電気機関車の試作機であるHGe4/4II 1951-1952号機を導入して主にラック区間で運行するようになるとDeh4/6形は粘着区間での運行が増えており、1988年5月-1989年5月の運用は以下の通りとなっている[51]。
  - Deh4/6形：全線での運行・10運用（1日1運用平均走行距離295 km）
  - De4/4II形：マイリンゲン - インターラーケン・オスト間の運行・1運用（1日走行距離464 km）
  - HGe4/4I形：補機を主としたラック区間（ギスヴィル - ブリューニック・ハスリベルク - マイリンゲン間）の運行・1運用（1日走行距離158km）
  - HGe4/4II形：ラック区間（ギスヴィル - ブリューニック・ハスリベルク - マイリンゲン間）およびルツェルン - マイリンゲン間・2運用（1日1運用平均走行距離257 km）
  - 予備（Deh4/6形もしくはHGe4/4I形）：ラック区間（ギスヴィル - ブリューニック・ハスリベルク - マイリンゲン間）の補機を主とした運行・2運用
- その後、1990年春にHGe4/4II形の量産機であるHGe101 961-968（旧形式HGe4/4II 1961-1968）号機が全機運行されるようになり、これによってDeh4/6形およびDe4/4II形の運行は8運用（平均走行距離220 km、うち1運用はDe4/4II形を主に使用するマイリンゲン - インターラーケン・オスト間の1運用）となり、ラック区間の運用はギスヴィルからのマイリンゲン工場への入場車両の回送列車のみとなっている[23]。その後、1992-1993年に粘着区間専用に改造されたDe110形はDe110形 - B 501-512形2両 - ABt 900-905形の4両6編成を組成してルツェルン - ギスヴィル間およびマイリンゲン - インターラーケン・オスト間のシャトルトレインの牽引に使用されており、1993年夏ダイヤでは1日平均走行距離355 kmの3運用（ルツェルン側2運用、インターラーケン・オスト側1運用）が組まれ、ラック式のDeh120形は主に4往復の貨物列車（平均走行距離130 km）に使用されていた[23]。
- この間、Deh4/6 915号機が1990年2月1日に発生したギスヴィル付近でのトラックとの衝突事故で損傷したため1992年7月に廃車となった[23]ほか、1994年2月にDeh4/6 902, 909号機が、2003年12月にDeh120 006号機がそれぞれ廃車となっている一方、2003年11月にはDeh120 012号機がスイス国鉄の歴史的車両に指定されており[25]、2014年時点ではDeh120 008, 010-012号機の計4機が多客時の増発列車用や事業用として運行されていた。

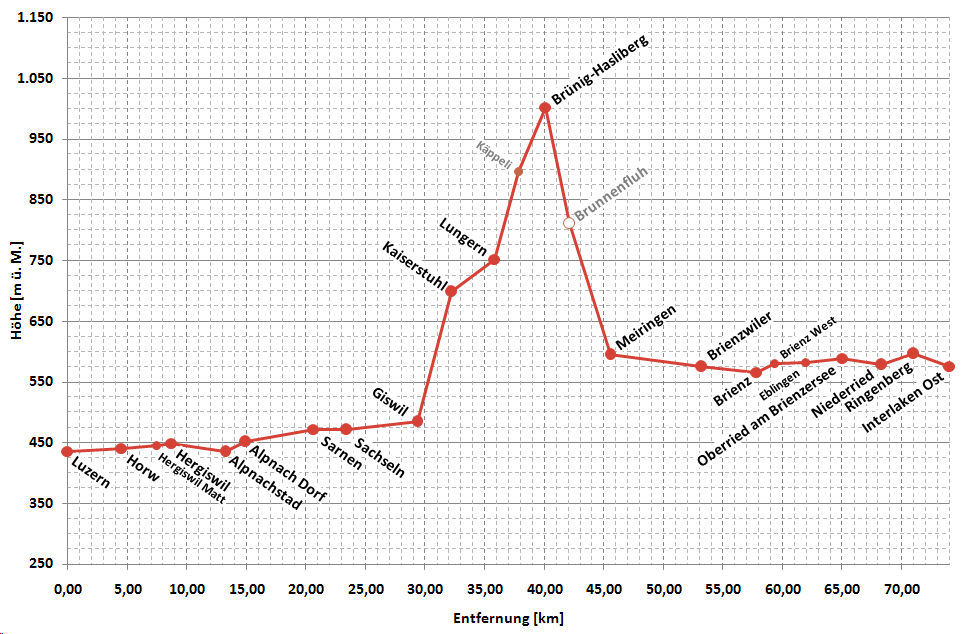
ブリューニック線の線路高低図
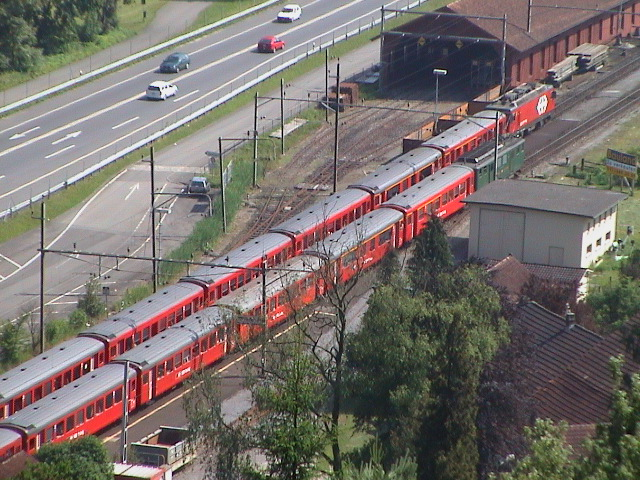
ブリューニック線、手前の列車を緑色塗装のDeh120形が牽引、アルプナッハシュタット駅、2000年
Fhe4/6形の導入の少し前に導入された1等展望客車のA4 101形（後のA 101形）、1960年頃
Fhe4/6形の導入に合わせて導入された1等客車のA4 181号車、1960年頃
同系の初期軽量客車である1/2等客車のAB 477号車、1960年頃
同系の初期軽量客車である1/2等客車のB4 850号車、1960年頃

### ルツェルン-シュタンス-エンゲルベルク鉄道
- ルツェルン-シュタンス-エンゲルベルク鉄道はブリューニック線のルツェルン - ヘルギスヴィル間に乗入れて、ヘルギスヴィルからシュタンスを経て「天使の里」を意味する修道院の村でありスキーリゾートでもあるエンゲルベルクに至る、全長24.78 km、最急勾配50パーミル（粘着区間）もしくは261パーミル（ラック区間）、最急曲線半径70 m（粘着区間）もしくは100 m（ラック区間）、最高高度1002 m、高度差566 mの山岳路線であった。本鉄道のラック区間は最大261パーミルの勾配が連続するものであるため、高速/低速の2段切換式の駆動装置を持つBDeh4/4形が専用で使用されており、同鉄道へ譲渡当初ラック式台車を残していたDeh4/6 122号機も粘着区間専用機として運行されていた。
- Deh4/6 122号機は1991年2月から翌1993年5月末までの間はラック式台車を残したまま粘着区間で主に貨物列車、場合によっては旅客列車の牽引用として使用されていた。また、粘着区間専用化・シャトルトレイン対応改造を施工したDe4/4 121号機は1992年10月から、De 4/4 122号機は1994年4月から使用されており[46]、主にルツェルン - シュタンス（-ヴォルフェンシーエッセン）間のルツェルン郊外輸送用のシャトルトレインとして、1964年製のTyp I系[注釈 38]、1967--70年製のTyp II系[注釈 39]もしくは1980-91年製のTyp III系[注釈 40]の制御車1両および客車1-3両からなる旅客列車を牽引したほか、貨物輸送の牽引にも使用されている[55]。

### ツェントラル鉄道
- ブリューニック線とルツェルン-シュタンス-エンゲルベルク鉄道は、それぞれ単独では実行が困難であった施設および車両に対する大規模な設備投資を可能とするため[56]に統合されることとなり、2005年1月1日にツェントラル鉄道が発足している[注釈 41][57]。ツェントラル鉄道発足時の列車種別・運行区間ごと状況は以下の通りであったが、De110形の使用頻度は低かった。
  - ルツェルンSバーン：スイス国鉄が2004-05年にSバーンS5系統およびマイリンゲン - インターラーケン・オスト間の区間列車用に低床式のABe130形（通称SPATZ[注釈 42]）3両10編成および同形の低床式制御車であるABt 941-943形3両3編成を導入したが、統合により新たにSバーンのS4系統の運用にもABe130形を使用することとなったため、増結車や予備車はDe110形やBDeh140形など従来の機材を充当していた[58]。
  - ブリューニック線のインターレギオ：スイス国鉄のHGe101形が牽引する客車列車5運用[58]で運行され、1994年製のパノラマ客車であるA 102-103形と1966-71年製のTyp III系が主に使用されていた。
  - 旧ルツェルン-シュタンス-エンゲルベルク鉄道線の直通列車：ルツェルン - エンゲルベルク間の直通列車は1964-80年製の旧ルツェルン-シュタンス-エンゲルベルク鉄道BDeh140形がTyp I系、Typ II系もしくはTyp III系の客車、制御客車を牽引する3両編成の列車6運用[58]で運行されていた。
  - 区間列車など：ABe130形のほか、Sバーン化とABe130形の導入で置換えられたDe110形やBDeh140形が在来型の客車を牽引する列車により運行されていた。
- 2010年12月に旧ルツェルン-シュタンス-エンゲルベルク鉄道線の最急勾配261パーミル区間を迂回して最急勾配を110パーミルに緩和し、所要時間短縮と輸送力増強を図ることを目的として建設されていたエンゲルベルクトンネルが開通した。これに伴い[注釈 43]、HGe101形ラック式電気機関車およびSバーンで使用されていたABt 941-943形低床式制御客車をエンゲルベルク方面の列車に転用して従来型の客車・制御客車とともに運行することとし、一方でブリューニック線のインターレギオではHGe101形の運用を途中マイリンゲンまでの区間に短縮して同形式の使用機数を6機（予備2機）に抑え、残るマイリンゲン - インターラーケン・オスト間は余剰となっていたDe110形で牽引することとなり、主として状態の良かったDe110 021号機およびDe110 022号機を再整備して運用している[注釈 44][60]。
- 2011年3月28日時点でDe110形はDe110 001-003,  021-022号機の5機が、Deh120形はDeh120 008号機の1機が保有されて後者はマイリンゲンで留置されており[61]、また、2014年時点ではDe110 021号機がシュタンスシュタッドで留置され、De110 022号機はマイリンゲンで予備車として稼働可能な状態であった[62]。その後、2012-13年に客車列車の置換用に食堂車を含む7両編成のABeh150形（通称ADLER[注釈 45]）4編成と、3両編成のABeh160形（通称FINK[注釈 46]）6編成が導入され、2013年冬ダイヤでツェントラル鉄道の列車がこの両形式とABe130形、HGe101形と従来型の客車、制御客車によるシャトルトレインに置き換えられ、De110形は2014年頃までに全機が廃車となっている。

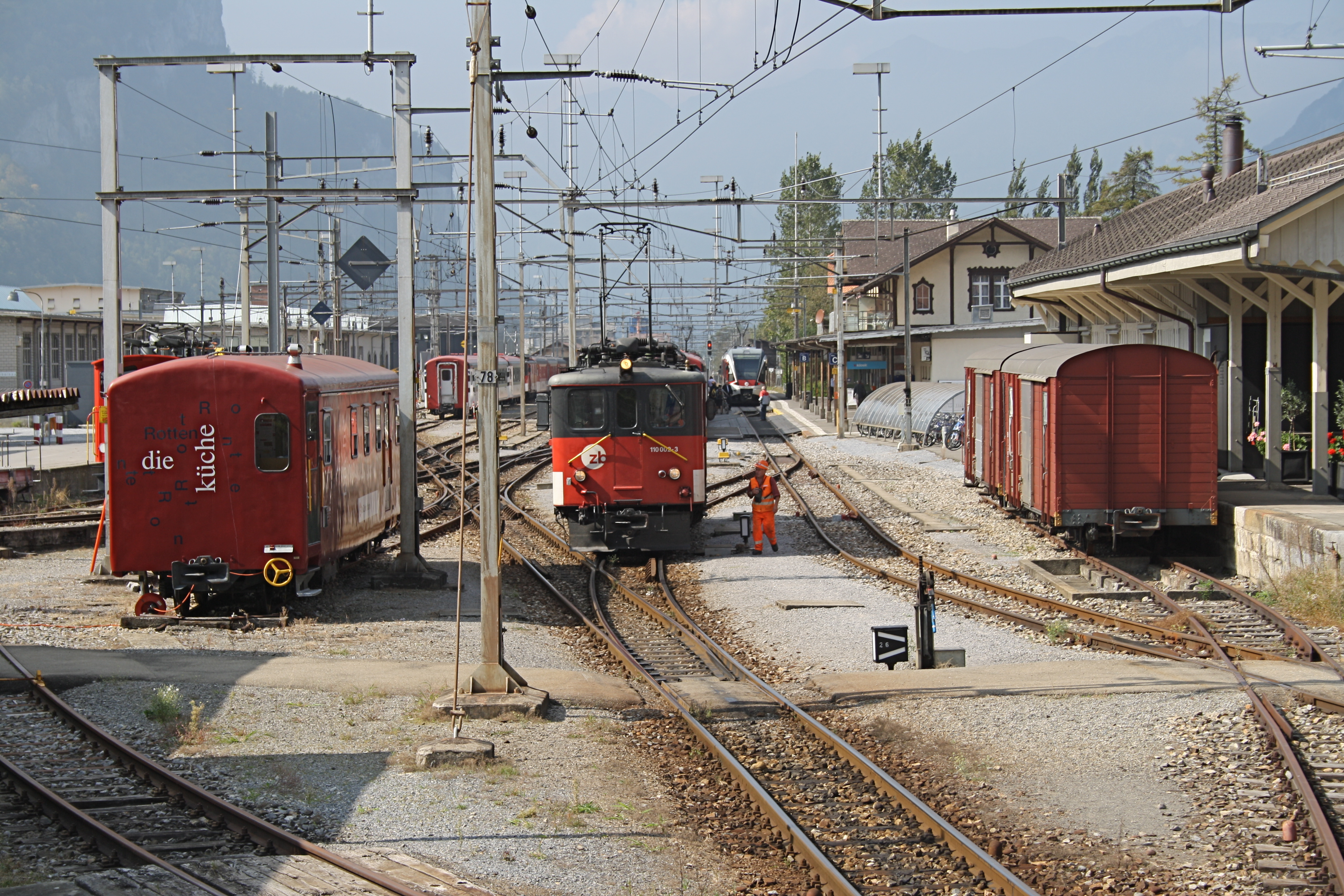
インターラーケン・オストからスイッチバック式のマイリンゲンに到着したDe110 002-3号機が牽引する列車、2009年
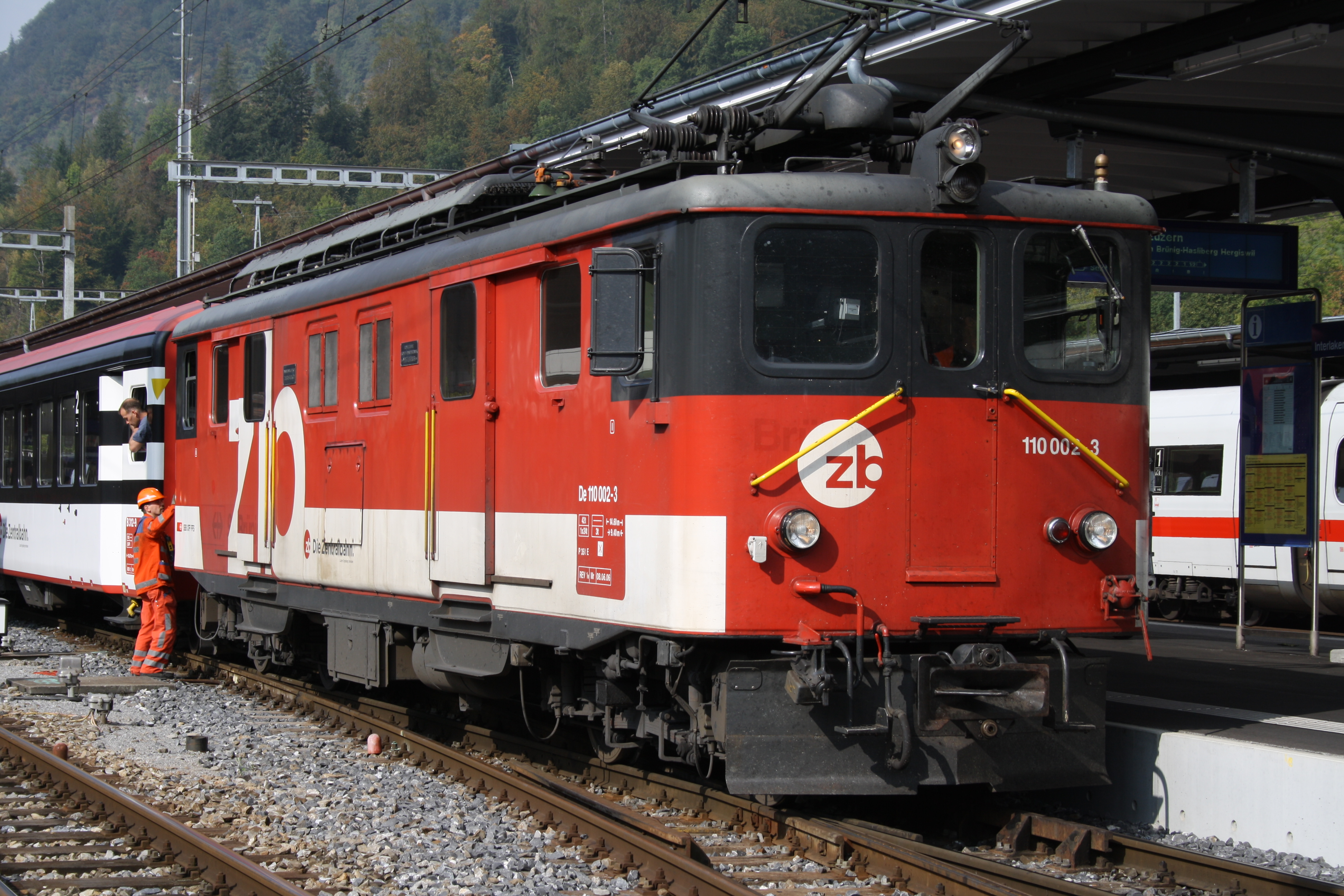
De110 002-3号機、 ツェントラル鉄道塗装、車体側面の窓配置は左右で若干異なる、インターラーケン・オスト駅、2009年
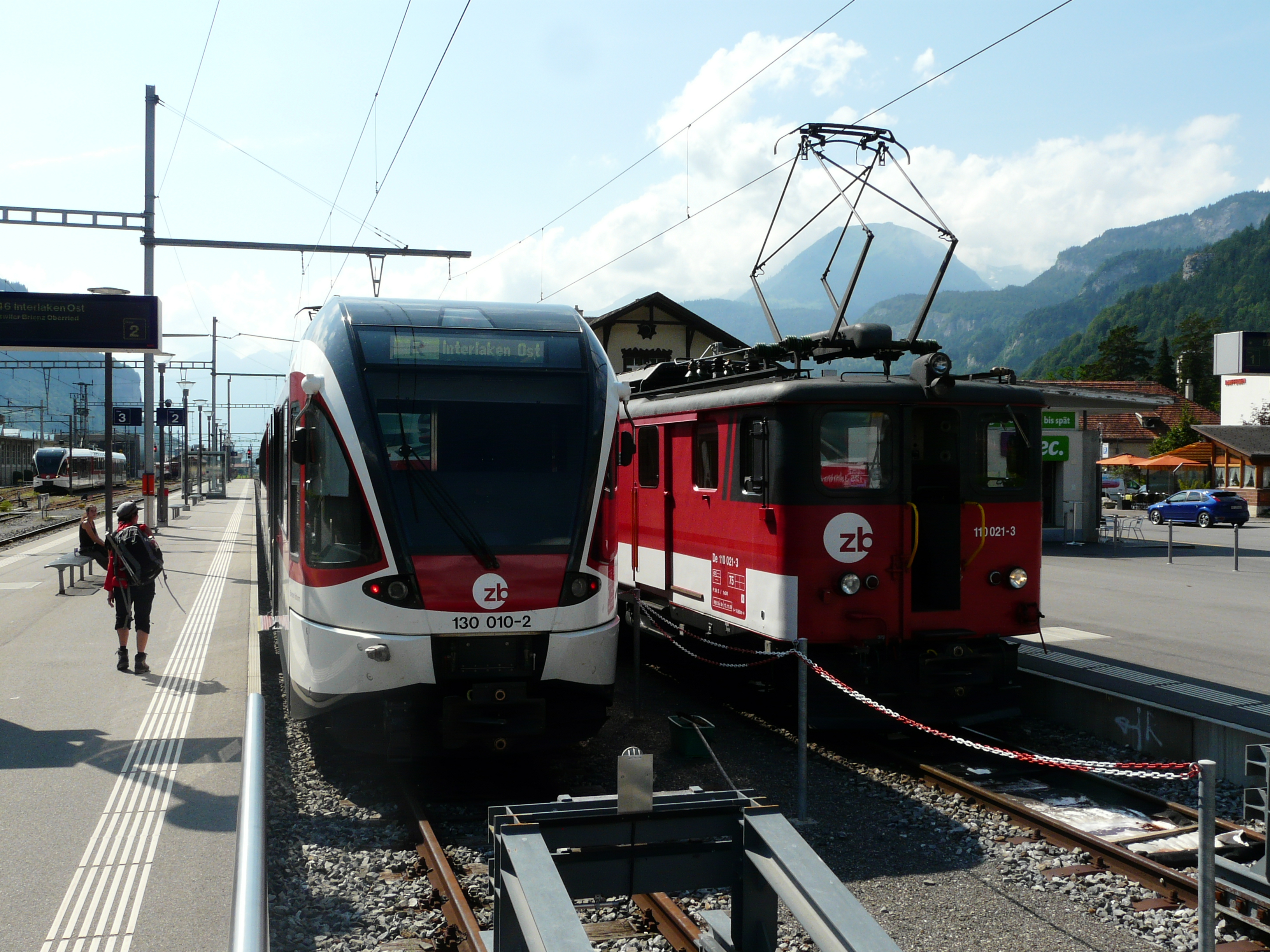
マイリンゲン駅で部分低床式のABe130形と並ぶDe110 021-3号機、最後まで営業運転に使用された機体のうち1機、2013年

### 保存
- 2003年にスイス国鉄の歴史的機体に指定されSBB histricの保有となって、2013年末まではツェントラル鉄道が事業用（ラック区間の試験用車両[63]）として使用していた[64]Deh120 011号機は2009年に元の機番であるDeh4/6 914号機として緑色塗装に復元されている[63][注釈 47]。歴史的車両としてブリューニック線車両の保存団体であるブリューニック保存鉄道[注釈 48]やVerein ZB histricによって、2014年に動態復元されたHGe4/4I 1992号機や、ツェントラル鉄道から貸与されているBDeh4/4 5（BDeh140 005）号機[64]などとともに運行されている。
- また、アルプナハシュタットで旧Deh4/6 909号機であるDeh120 009号機がブリューニック保存鉄道によって静態保存されているほか、Deh120 012号機がSBB histricの保有となってマイリンゲン工場にDeh4/6  914号機の予備部品確保用として残存している[66]。

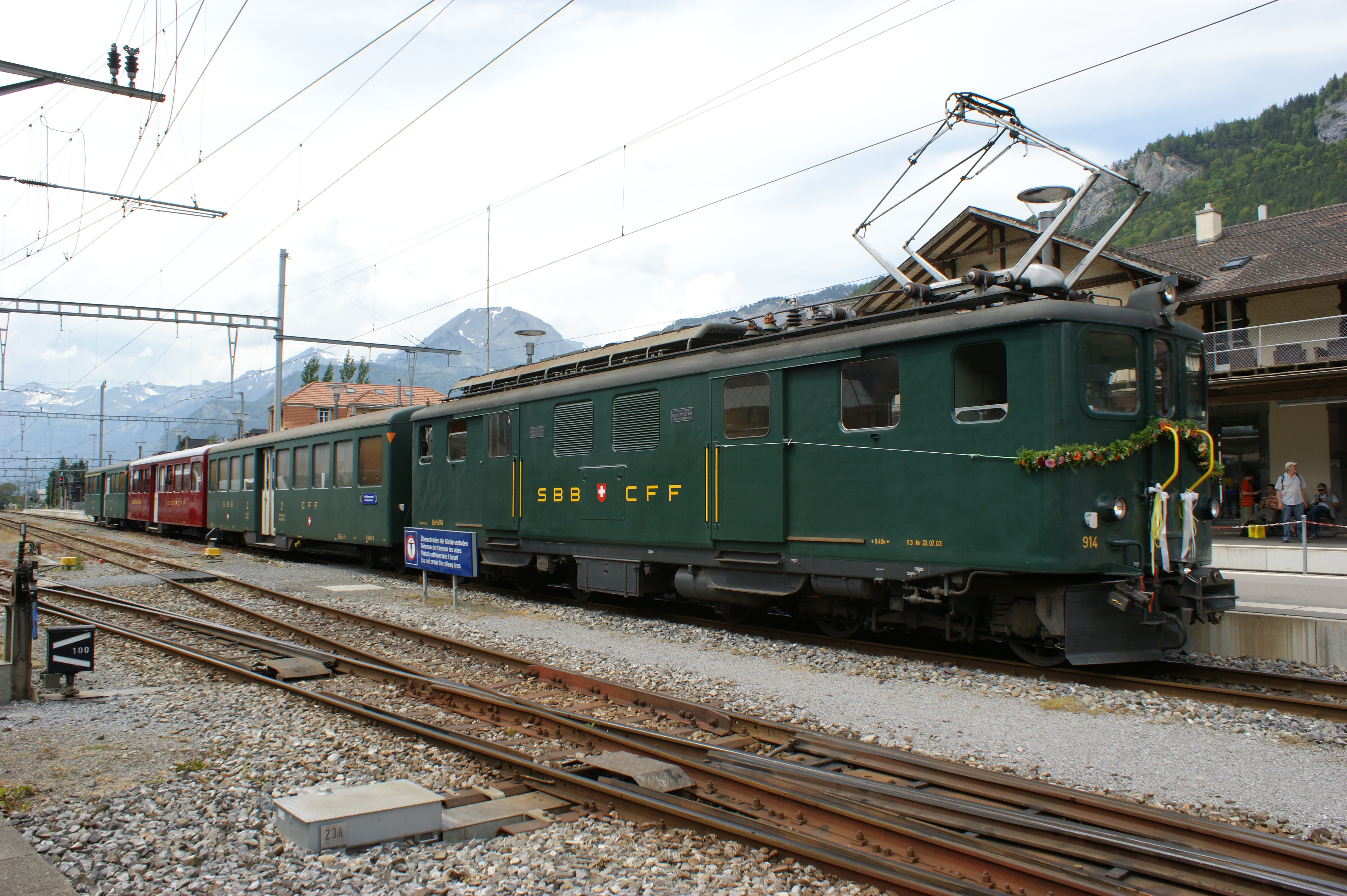
歴史的車両として動態保存されているDeh4/6 914号機（新形式Deh120 011号機）、同じく動態保存されている旧型客車を牽引した列車、マイリンゲン駅、2013年
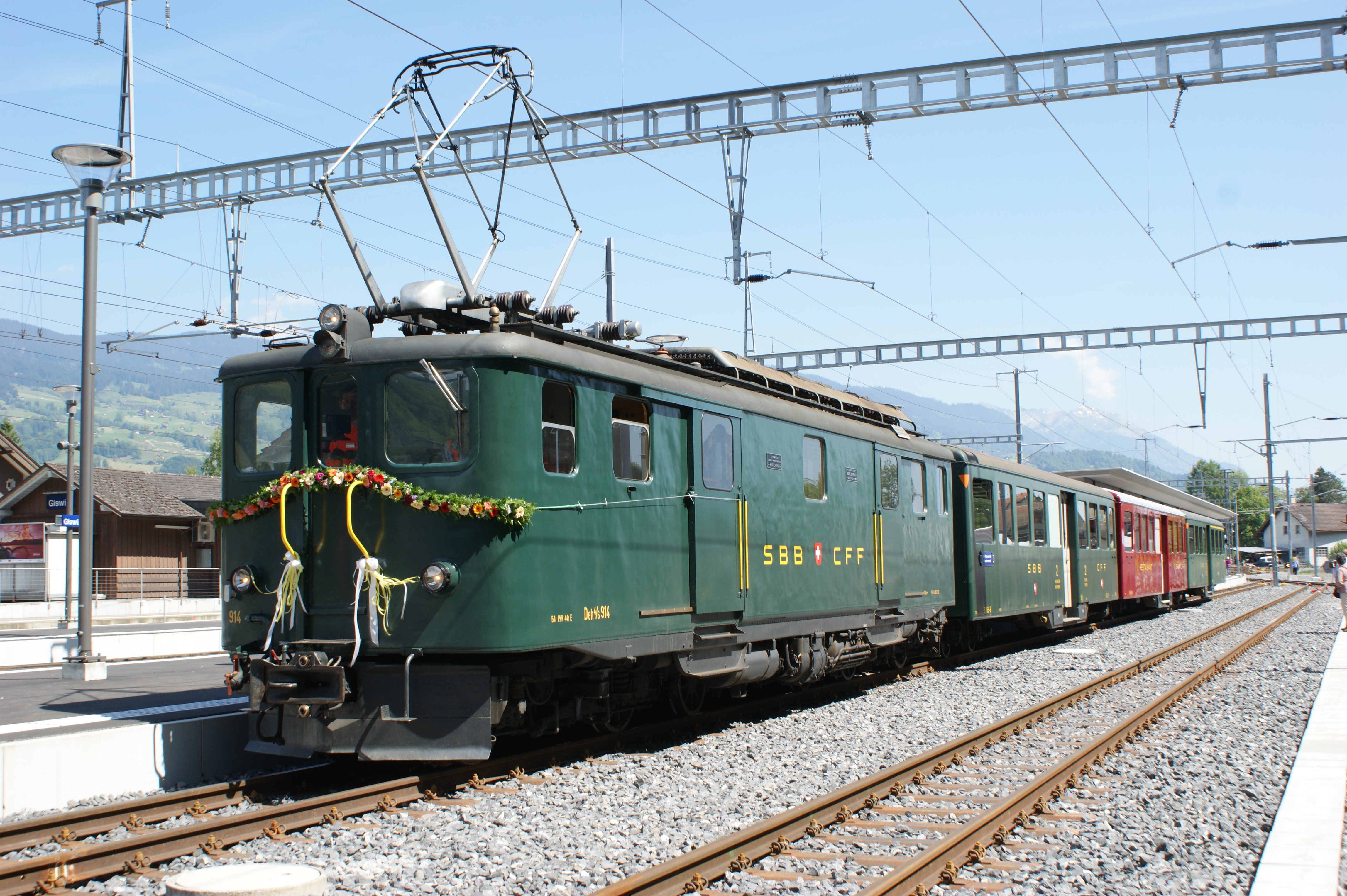
Deh4/6 914（Deh120 011）号機、原形の緑色塗装に復元、マイリンゲン駅、2013年
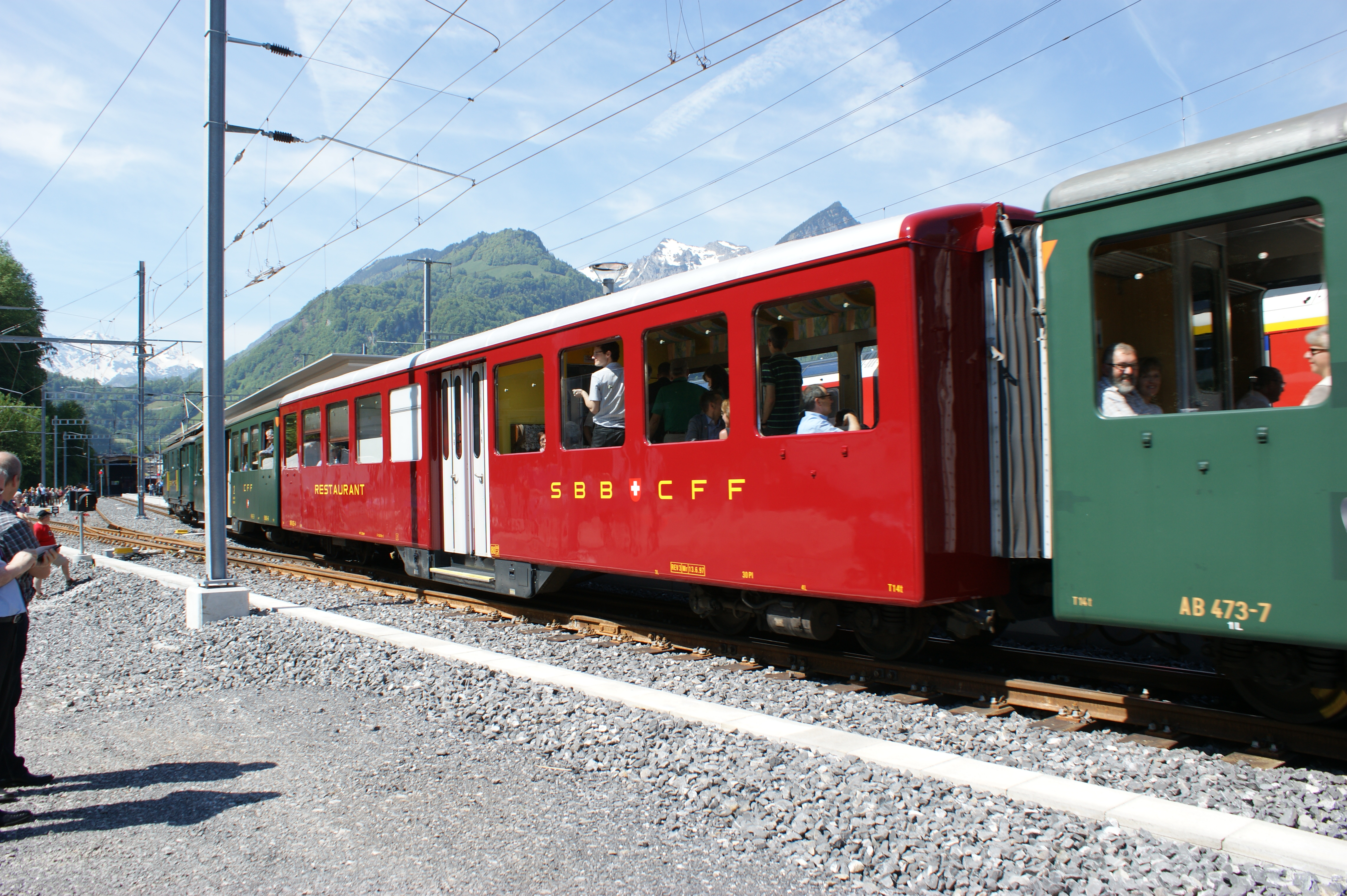
Deh4/6形とともに動態保存されていた、初期軽量客車を簡易食堂車に改造したWR 426号車、2013年